# Vattenväg

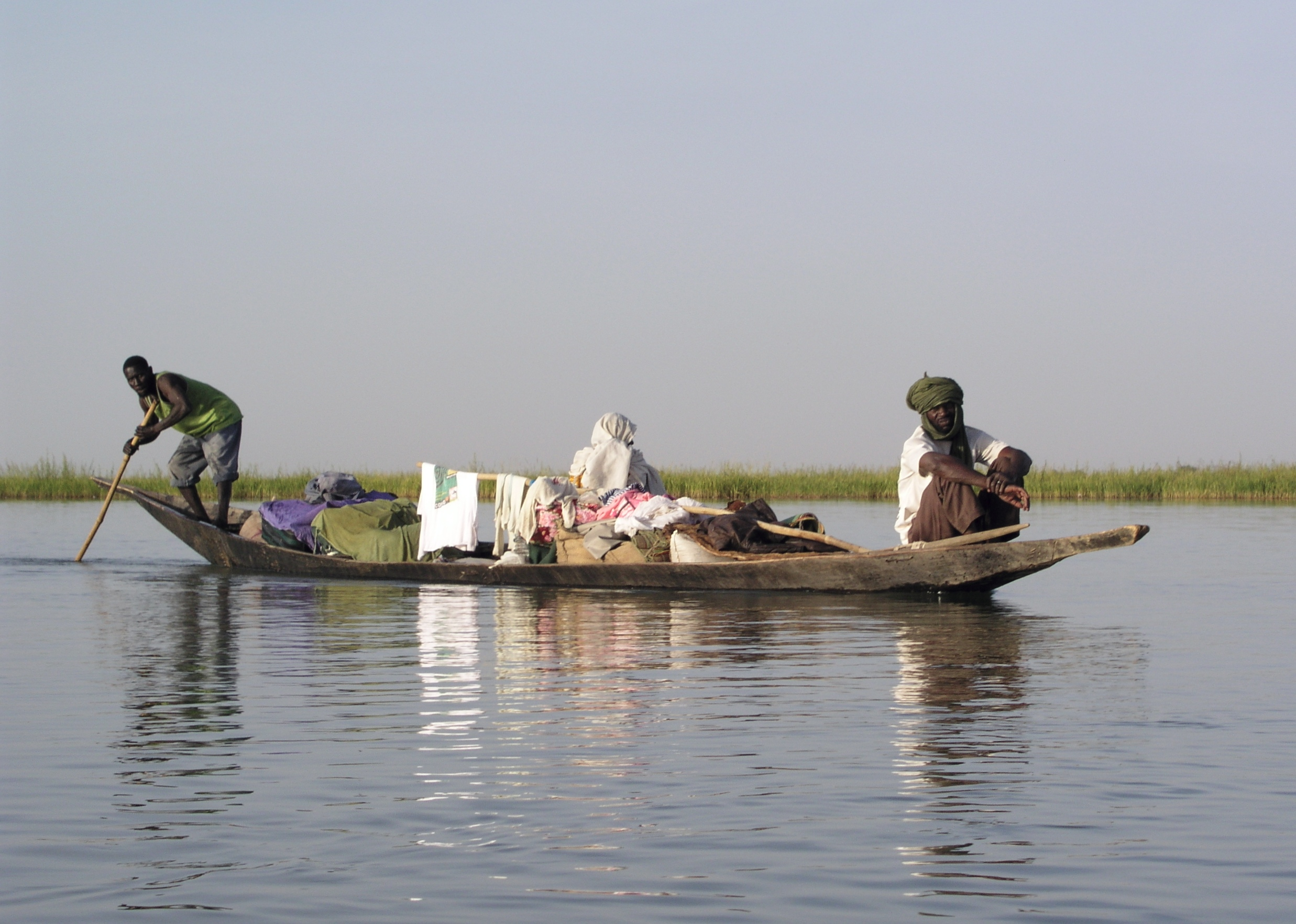
Pirog på floden Niger i Mali.

Vattenväg är alla former av vatten som går att färdas på. Vattenvägar kan omfatta floder, sjöar, kanaler, innanhav och oceaner. En strukturerad och på sjökort utmärkt vattenväg kallas för farled. Vattenvägar var de snabbaste och säkraste transportvägarna 1000-tals år innan bilar, tåg och flyg gjorde entré. För att en sträcka av vatten ska klassificeras som en vattenväg krävs att den är farbar.  

## Farbarhet
För att den ska vara farbar måste följande vara uppfyllt: 
- Vattendjupet måste vara tillräcklig för att fartyg ska kunna segla igenom.
- Bredden måste vara tillräcklig för att fartyg ska kunna passera.
- Det får inte finnas några hinder längs vägen, såsom vattenfall eller liknande, utan att det finns metoder för att ta sig förbi dem.
- Strömförhållandena måste vara sådana att fartyg kan segla genom dem på ett säkert sätt.

## Vattenvägarnas betydelse
Vattenvägar är inte bara fysiska transportbärare utan även betydelsefulla som kulturella bärare. Det mest slående exemplet är den minst 40 000 år långa isolering som Australiens urbefolkning (aboriginerna) hade fram tills de blev "upptäckta" på 1700-talet av Européer. Längs Amazonfloden fanns helt isolerade folkgrupper långt fram i modern tid. De kontakter Europa hade med Kina och andra länder i området skedde under lång tid enbart till lands. Utvecklingen kring Medelhavet skedde till stor del på vattenvägar.
Vattenvägar kan indelas i naturliga och konstgjorda. Långt tillbaka i tiden var naturliga vattenvägar vanligast även om sumererna grävde kanaler i det forna Persien. Se Svenska kanaler och kanaler i allmänhet.
Att färdas på vattenvägar var det säkraste och snabbaste sättet att ta sig fram. Att färdas landvägen var ofta förenat med fara för överfall och krävde stora insatser rent praktiskt. För en armé krävdes brobyggare, skogshuggare och medtagen materiel. Under 30-åriga kriget och senare under Karl X härjningar i norra delen av den Europeiska kontinenten beskrivs strapatserna landvägen som näst intill omöjliga. Vattenvägarnas betydelse i krig och för erövring var mycket stor. Landstigningen i Normandie inledde slutfasen av Andra Världskriget och i Antiken skapades och raserades imperier till sjöss.

### I modern tid
Idag har vattenvägarna runt om i världen mycket stor ekonomisk betydelse. Det är via dem vi får våra varor med sjöfart. Gränsen för hur långt en vara på ett ekonomiskt sätt kan transporteras med lastbil ligger mellan 2 000 och 3 000 km, frakt därutöver sker via luft- eller sjöfart. När det gäller persontransporter sker fortfarande mycket av den via vattenvägar, men vid längre sträckor är flygresor vanligast. 
En kryssning till sjöss motsvarar i mångt och mycket en charterresa med flyg.

## Vattenvägar i Norden
Efter inlandsisens avsmältning kom de första människorna till svenska östkusten i kanoter för att jaga säl och fiska, exempelvis i den perifera skärgård som idag (på grund av landhöjningen) är skogklädda bergstoppar i Tyresta nationalpark. I det forntida Norden reste man genom inlandet längs vattenvägar, gärna vintertid då frusna sjöar och myrar möjliggjorde snabba transporter med släde (jfr Vintertullen). Den mest kända och betydelsefulla ispassagen i Nordens historia är förmodligen Tåget över Lilla och Stora Bält i början av 1658 då Karl X Gustav förde den svenska armén över isen från Jylland till Sjælland, vilket avgjorde Karl X Gustavs första danska krig och ledde till att Sverige genom Freden i Roskilde permanent tillfördes Skånelandskapen och Bohuslän.

### Före vikingatiden
Fynd av stockbåtar och de många skeppen på bronsålderns hällristningar ger besked om hur båtarna såg ut, t.ex. Brandskogsskeppet. Hjortspringbåten, som hittades i en liten mosse på ön Als i Danmark, byggdes på 300-talet f.Kr.. Det var 200 år efter bronsålderns slut, men båtens konstruktion stämmer ändå väl överens med hällristningarnas skeppsgestaltningar. Även efter Kristi födelse förblev den nordiska skeppsbyggarkonsten tämligen avancerad. Nydamskeppet 300-talet e.Kr. är ett belysande exempel på vikingaskeppens föregångare. Skeppet har köl och är byggt med breda plank. Antagligen hade det ett djupgående på cirka 60–80 centimeter.
Publius Cornelius Tacitus (55–120) var en romersk historiker, författare och statsman. I De origine et situ Germanorum (Germania) från 98, skriver han seriöst och det verkar sakligt och objektivt. Inget stöd finns för att Tacitus själv besökt området utan verket ska ses som en andrahandsuppgift. Enligt traditionell tolkning nämns Sverige och dess folk som Suioner, svioner, som bor på en ö i havet (Suionum hinc civitates ipso in Oceano). I England byggde romarna sitt första fäste i Colchester, år 43. Till England kommer man sjövägen och att de även skulle ha fortsatt mot norr via den tämligen långgrunda kusten utanför dagens Holland och Danmark för att rekognosera är mycket troligt. 
Bland arkeologer och historiker har länge funnits en föreställning om att de första segelfartygen i Nordeuropa kom på 600-talet e.Kr. eftersom äldre fynd inte har visat spår av rigg. De fartyg vi kan se på hällristningarna har ansetts vara stockbåtar med utriggare (stödpontoner). Nya skeppsfynd såväl som hällristningar, exempelvis i Himmelstalund, kan emellertid tolkas som att nordbor redan under bronsåldern kunde ro större stockbåtr för kustnära havsfart, och även kan ha varit kapabla att förse skeppen med segel. De stockbåtar som hittats har inte alls den form som hällristningarna visar. De ristade båtarna har uppböjda för- och akterpartier. Det är även så att om det nu skulle vara pontonförsedda stockar så är det de enda avbildningar som finns på hällristningar som är gjorda i perspektiv, vilket är en orimlighet i sig själv.
En av de centrala frågorna i avhandlingen handlar om hur anslutningarna uppnåddes: över land, efter de stora floderna i Europa eller genom att segla längs Atlantkusten. I boken "The Rise of the Bronze Age Society" påvisar författarna Kristian Kristiansson och Thomas B. Larsson interaktionen mellan Norden och Medelhavsländerna. Boken "Med Karon över Styx" är en studie av den mediterrana skeppssymbolens integrering i den nordiska bronsålderns föreställninsvärld och är skriven av Li Olsson, Stockholms universitet, 1997.
På de hällristningar som finns i Himmelstalund i Östergötland i Sverige och som låg övertäckta och skyddade tills den nya E4:an byggdes, finns mycket bra bilder som tydligt visar att skeppen inte var stockbåtar med utriggare utan riktiga fartyg.

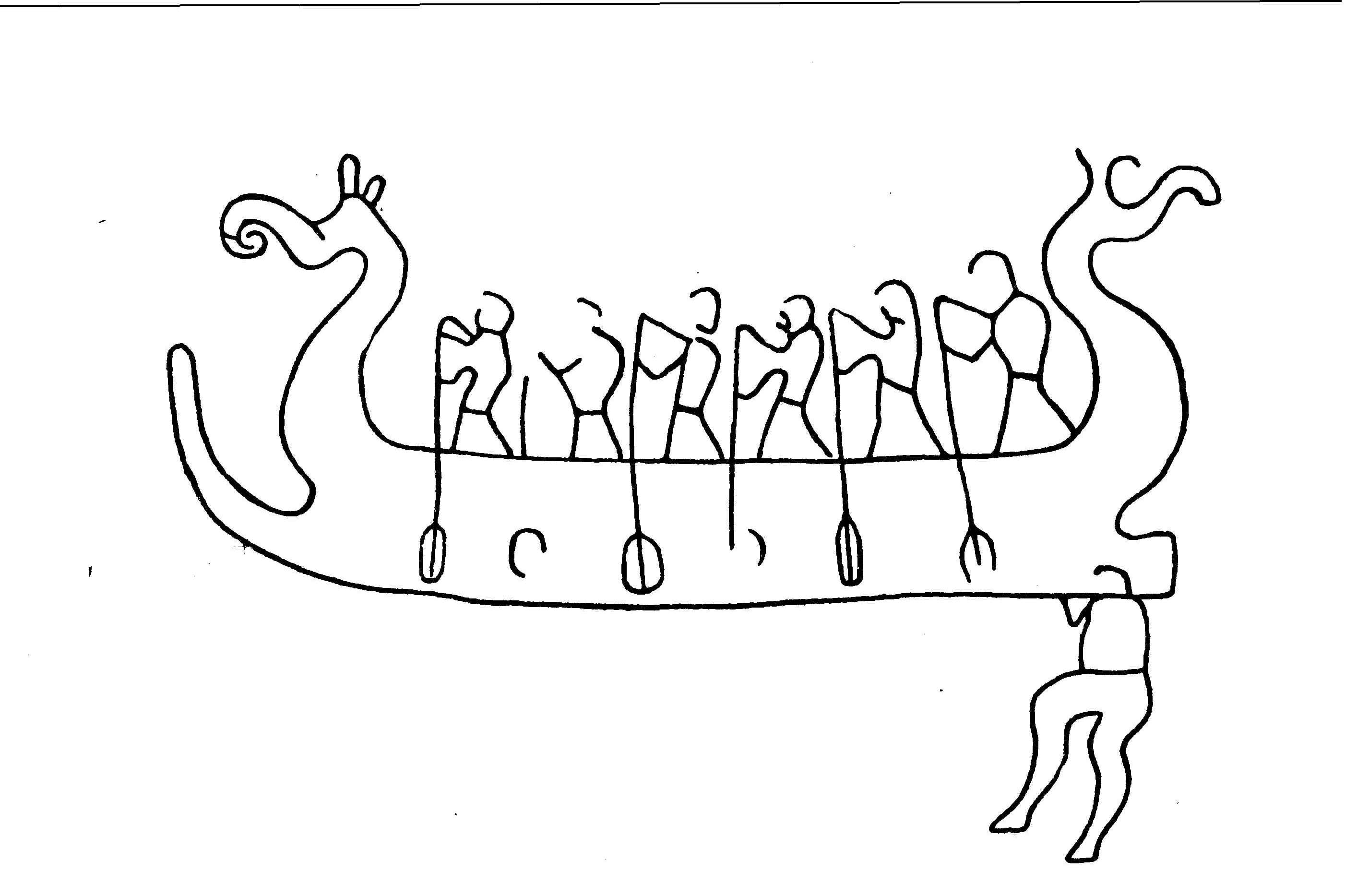
Teckning av Brandskogsskeppet – hällristning (RAÄ-nr Boglösa 109:1).
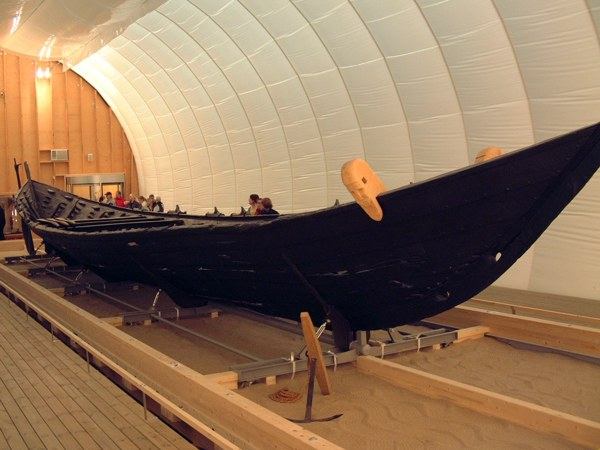
Nydamskeppet 300-tal. Skeppet har köl.
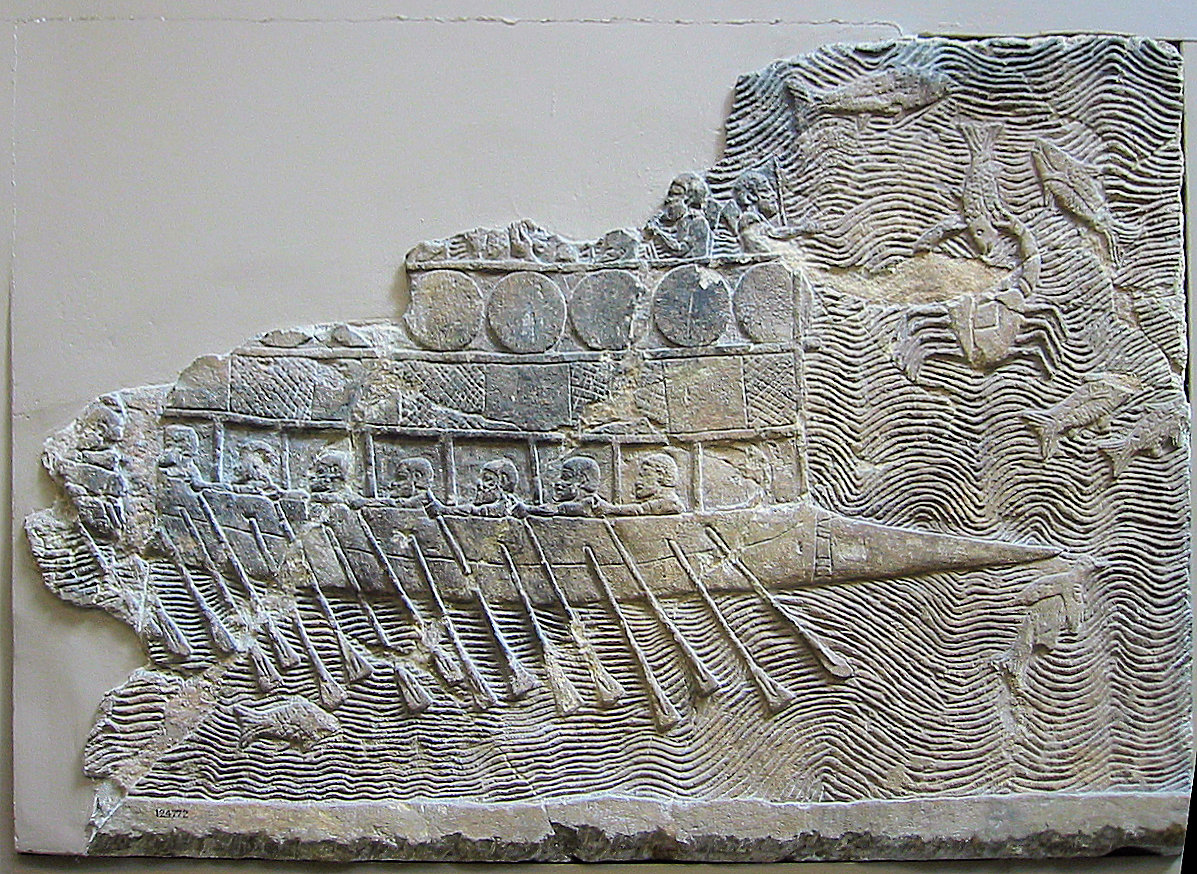
Ett feniciskt krigsskepp – finns likheter?
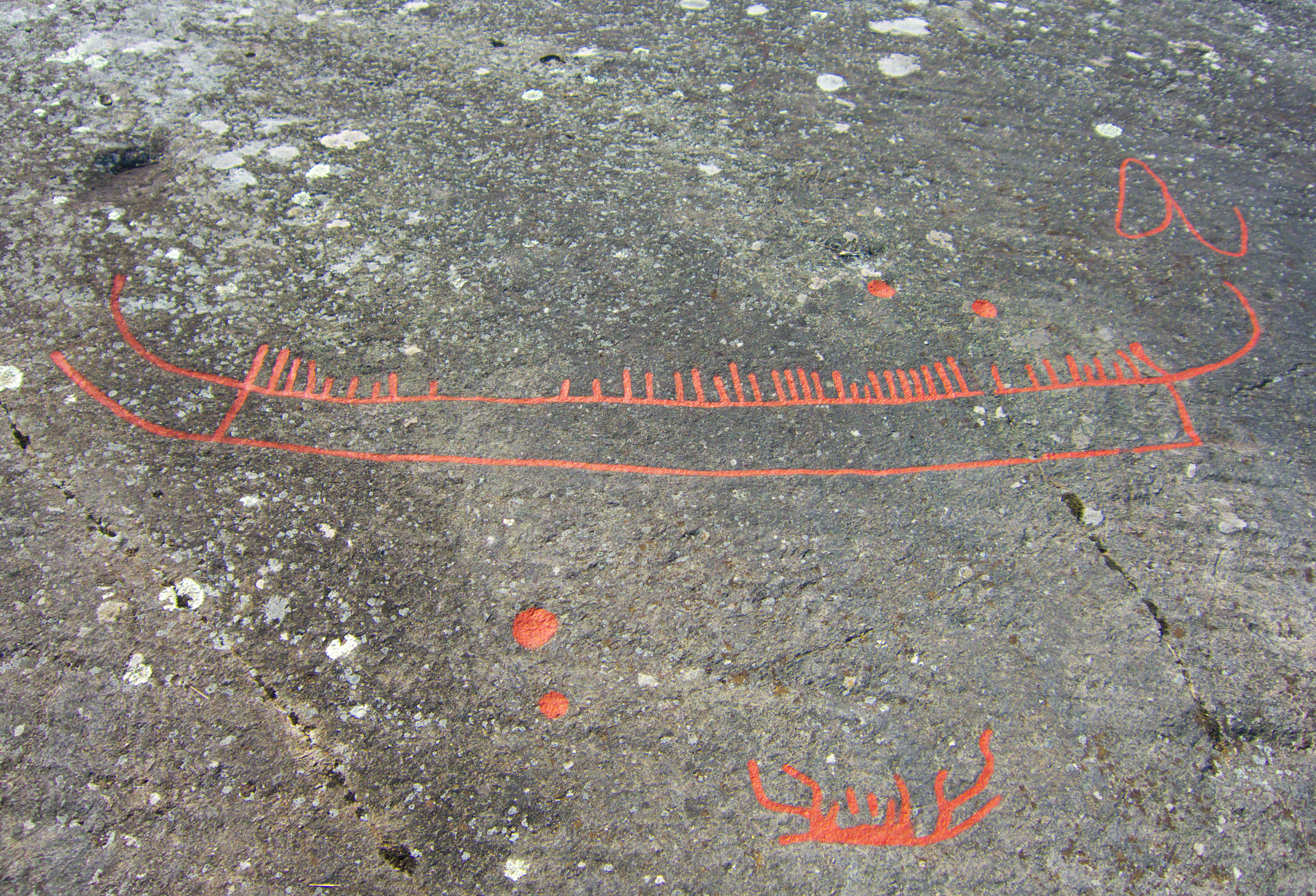
Stora Rickebyhällen – vad är det vi ser? En lång stockbåt med utriggare och besättning på 60–80 man, i perspektiv eller ett skepp med ramm i fören, sett från sidan?
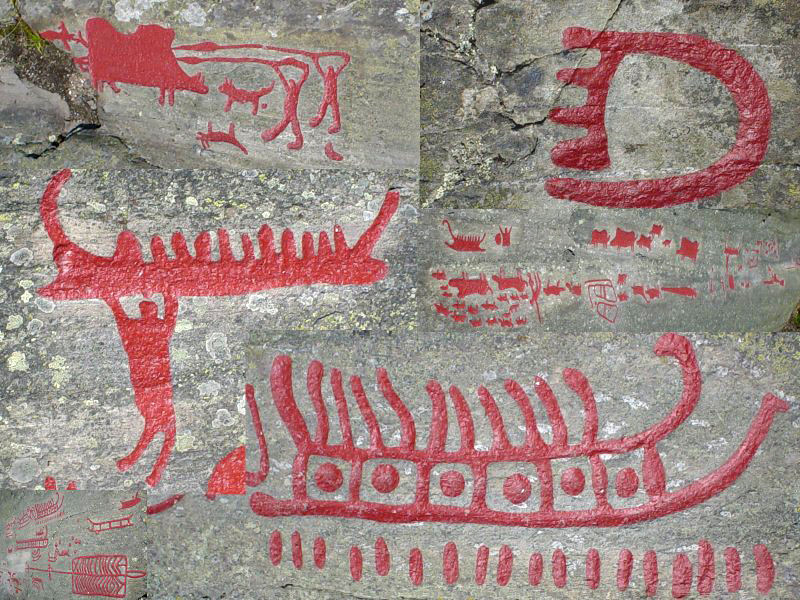
Några av de 1700 hällristningarna i Himmelstand. Till vänster ses en båt som absolut inte är en stockbåt. Utan en ramm-båt måhända inspirerad av Fenicierna som just byggde sådana båtar.

### Handelsresor till fjärran land
Eftersom det inte finns några loggböcker från tiden före vikingarna får fynden av arabiska och romerska mynt tala för sig själv. Bara på Gotland har det hittats mer är 50.000 arabiska mynt även om de flesta är från vikingatid. Moneta (mynt) vet man tillverkades i Rom 270 f.Kr. ett myntverk som drevs i gudinnan Junos ära. De vägar sjöfararna tog var de som vikingarna senare skulle använda. Det var bland annat Dnepr och Volga som trafikerades. Det är inte säkert att man släpade sina skepp förbi de olika vattenhinder som fanns utmed vägen. Fanns en fast trad så tillverkades ett nytt skepp och färden kunde fortsätta. Kunskap och verktyg fanns och skogar likaså. Skeppen kunde ha en besättning på 80 man, men även transporter hästar och gods. Vid lastning och avlastning av hästar, lutade man skeppet så mycket att relingen kom i nivå med vattenytan. Djupgåendet var inte mer än cirka 1 meter beroende på last.
Västerut trafikerades länder som Frankrike, England och fasta bosättningar etablerades på Island och Grönland. Bosättningen på Grönland varade enligt forskare i 500 år. Den avbröts vid del lilla istid som började i början av 1200-talet och kulminerade 1355. Om det funnits permanenta bosättningar vid östra Canada/USA är en tvistefråga idag bland forskare. Fynd har gjorts av skeppsbyggarplatser och även av runstenar men huruvida dessa fynd är äkta eller inte tvistas det om. Helge Ingstad en upptäcktsresande och hans hustru Anne Stine Ingstad, arkeolog, hittade 1960 resterna efter ett vikingaläger i Newfoundland (L'Anse aux Meadows) daterat till år 1000. Intressant är även Kungariket Saguenay i sammanhanget. Det hittas hela tiden nya bevis som styrker handeln mellan nordiska handelsmän och inuiter och mer sydliga stammar fortsatte. De bytte skinn mot trä och andra objekt från den nya världen.
Ett vikingaskepp kunde segla i minst en månad på havet utan att söka hamn. I en replika av Gokstadsskeppet, byggd i Norge, seglade man över Atlanten på endast fyra veckor. På 1800-talet tog det tio veckor för svenska invandrarskepp att segla samma sträcka.

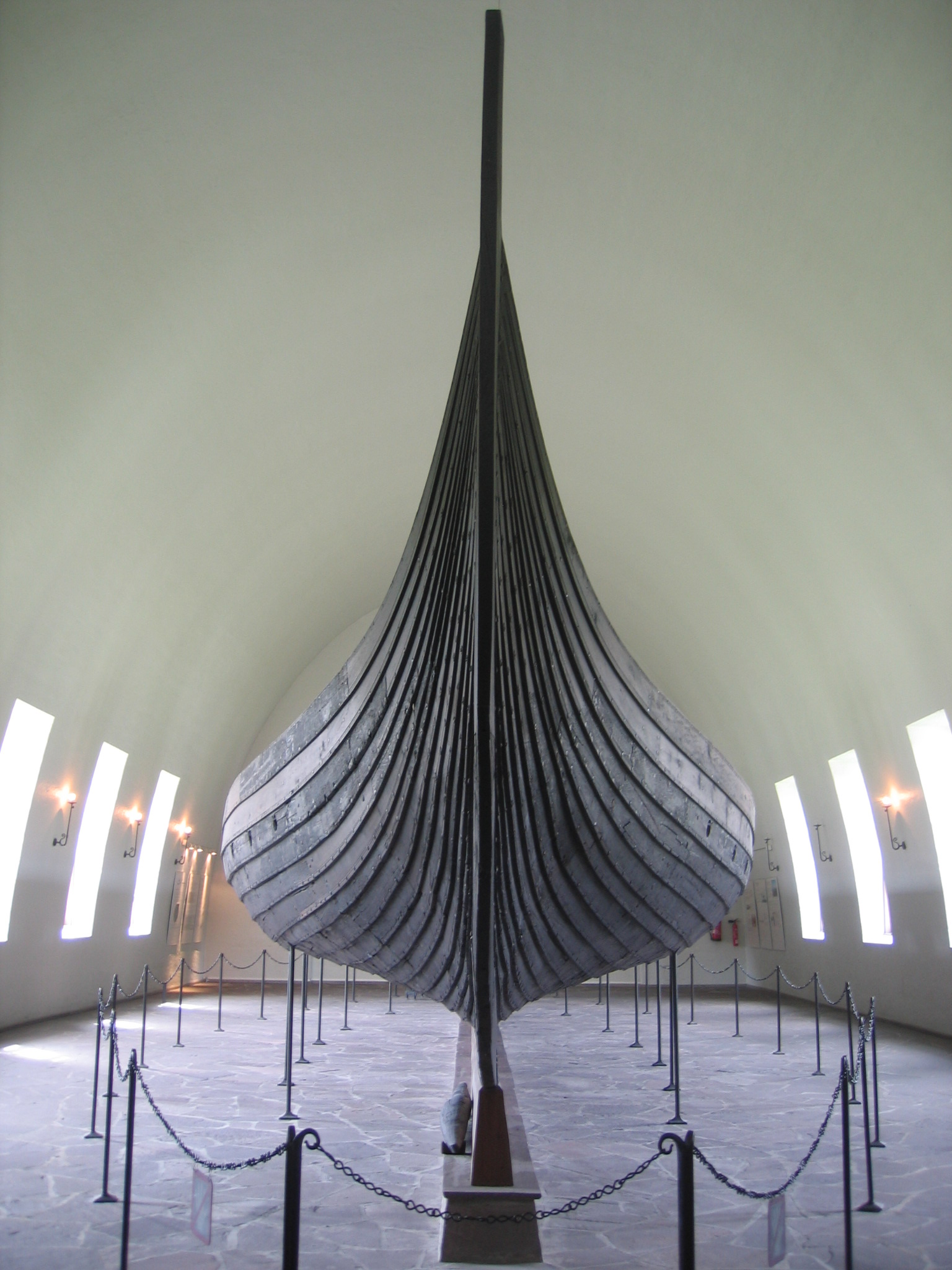
Gokstadskeppet i Vikingskipmuseet i Oslo.
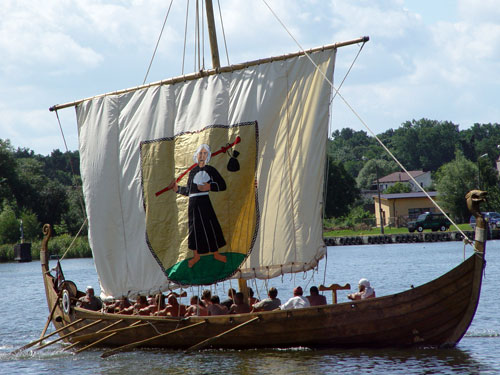
En modern replika av ett vikingaskepp.
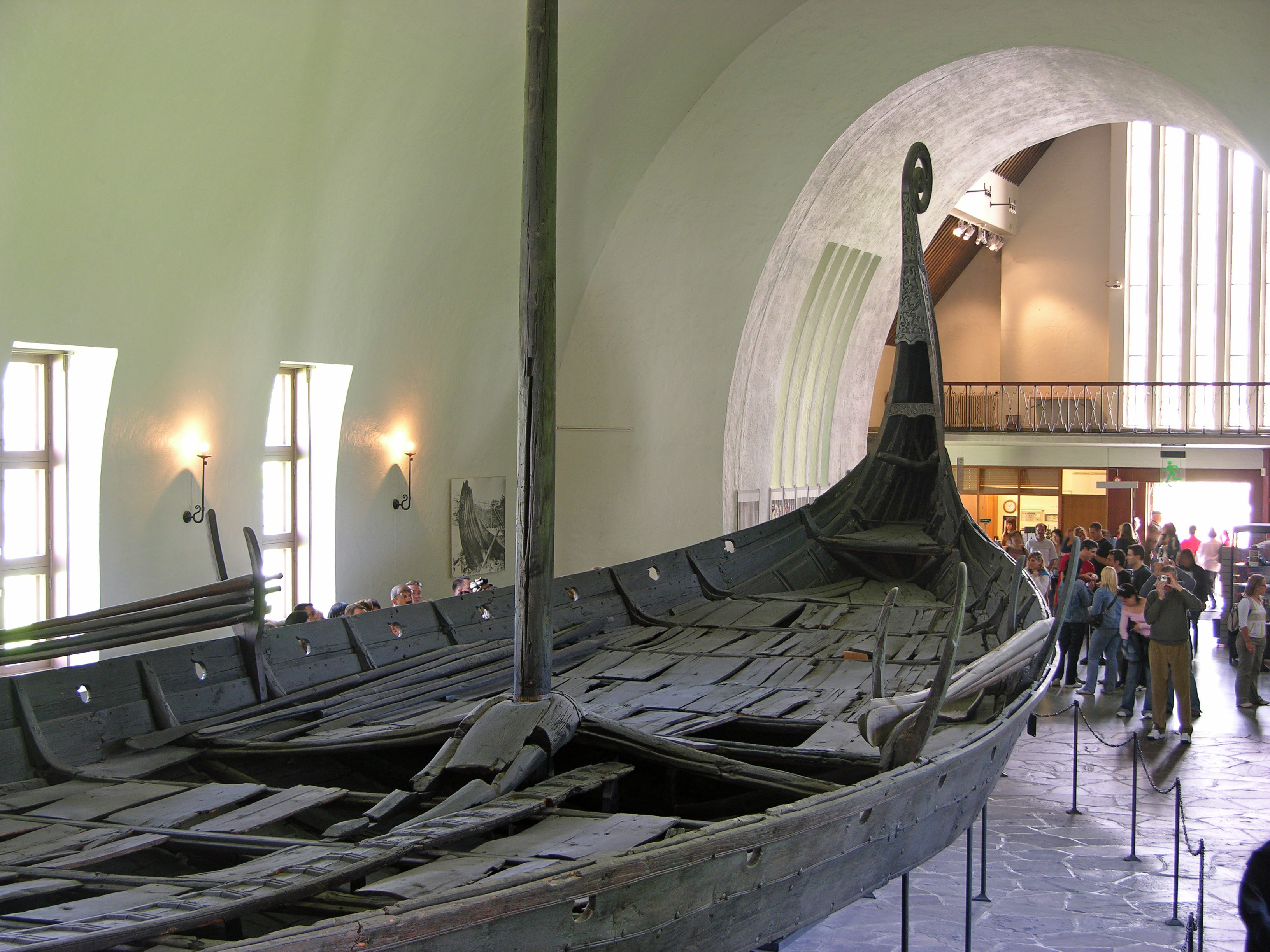
De konserverade resterna efter Osebergskeppet, Vikingskipshuset i Oslo.
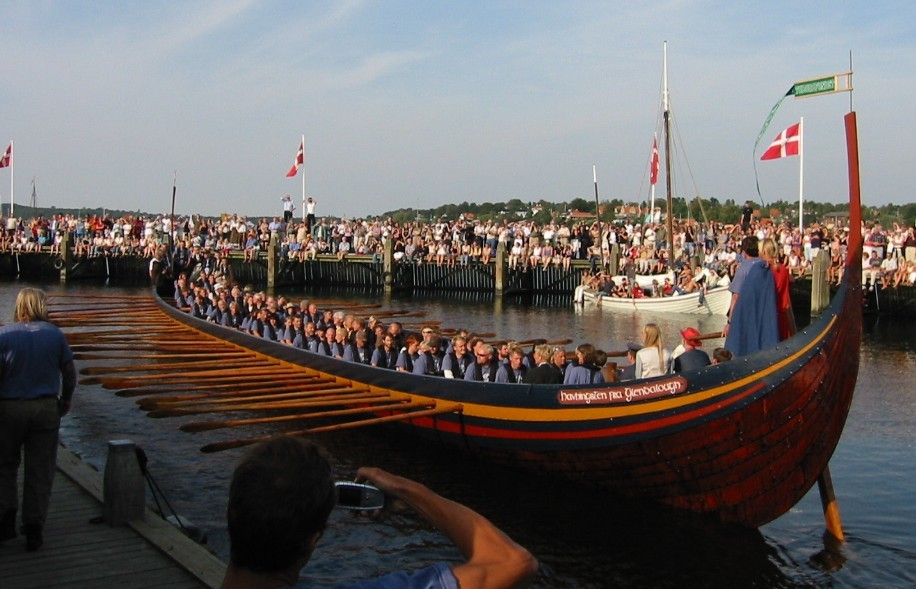
Replika av Skuldelev 2.

### Flottningen var med och byggde Sverige
Flottningen i Sverige lär ha kommit igång i större skala under 1300- och 1400-talet[källa behövs] i samband med att gruvdriften började ta fart och det behövdes stora mängder kol för malmbrytning och järnframställning. Utan flottningen skulle Sverige aldrig kunnat bli en stormakt. 
Flottningen skedde på älvarna och flottarkarlarna riskerade dagligen sina liv. Hur många miljoner kubikmeter timmer som flottades är idag okänt, men det var otvivelaktigt en stor bedrift. Under 1800-talet avverkades de stora skogarna i Norrland och fyllde plånböckerna på träbaronerna. Fredrik Bünsow var en av de som blev rikast.

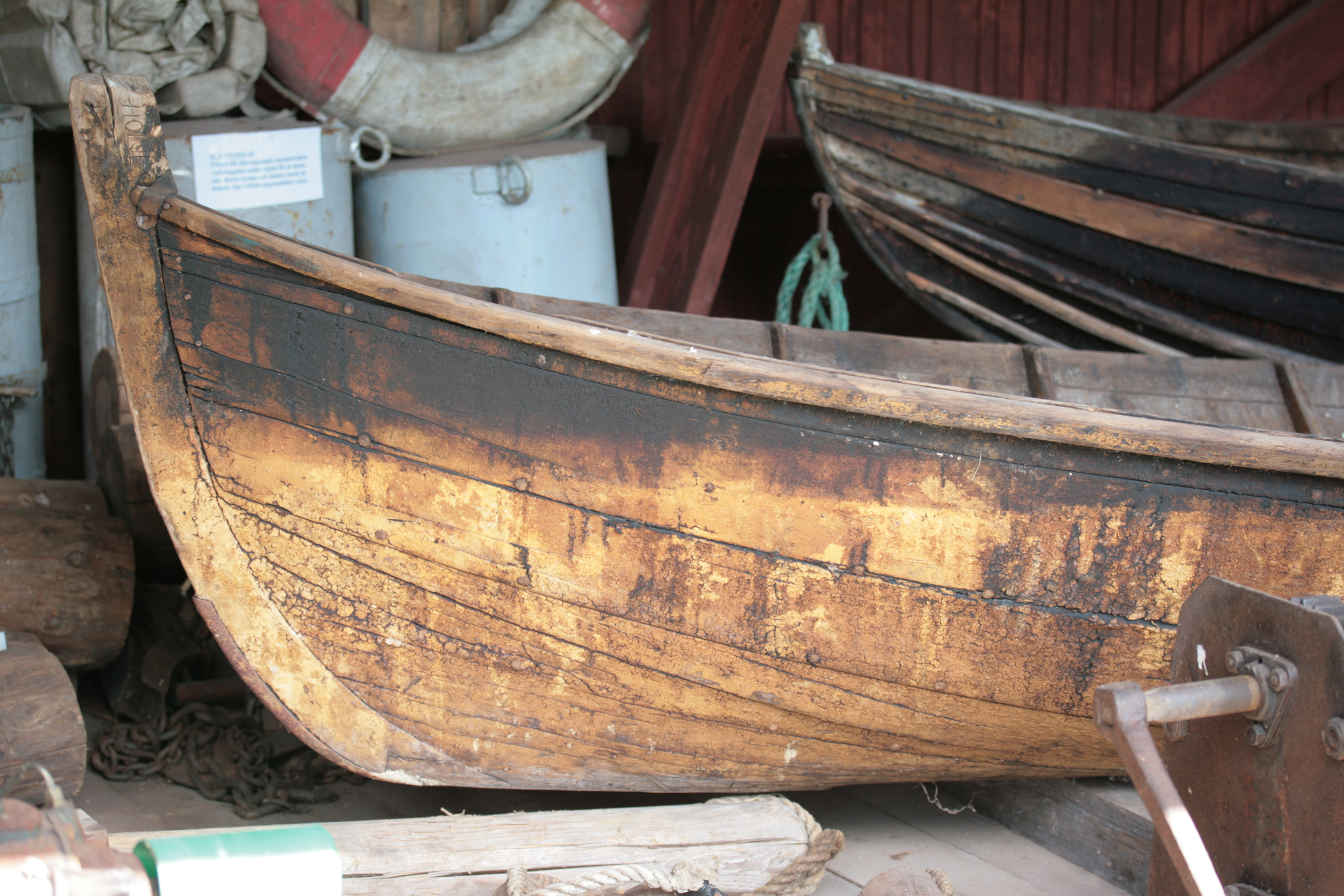
Roddbåt som användes vid flottningen.

## Vattenvägar i Medelhavet
I Homeros klassiska epos Odysséen kan vi bland annat följa i Iliaden följa Odysseus färder på Medelhavet. Även om Odysseus och de uppdrag han har är uppdiktat så finns det där beskrivningar av hur samtida resor kan ha skett. Den som besökt Grekland inser snabbt att vattenvägarna var i jämförelse snabbare och mestadels bekvämare. Att ta sig runt bland Greklands alla öar kan idag bara ske på två sätt – till sjöss och med flyg.
De första människorna som kom till Kreta på 6000-talet f.Kr. Mellan 3000 och 2500 f.Kr. kom nya immigranter. man byggde städer och började hålla [får] (för ull och kött), odla vin och olivträd. Man hade ett stort handelsutbyte med andra länder. Eftersom Kreta var och är en ö skedde migreringen och transporterna med båt med början på 6000-talet f.Kr. Kung Minos av Kreta upprättade enligt den grekiska historikern Herodotos ett rikt sjövälde.
Finicierna korsade medelhavet och bedrev handel i hela dess utsträckning. Man hade bara en liten landremsa vid dagens Libanon och var tvingade att ge sig ut på havet. Redan tidigt exporterades cederträ till det forntida Egypten och dominerade handeln på Medelhavet på 100-talet f.Kr. I boken Fenisiska Kolonier i Scandinavien (1875) skriver professorn i Lund, Sven Nilsson (1787–1883) I af den 8:de Mars 1862, har jag yttrat min öfvertygelse att de till (äldsta) bronsperioden hörande hos hos förekommande fornsaker icke blott äro af feniciskt ursprung, utan äfven att folk af denna stam, med fenicisk religion, från början sjelfva fört dem hit. Först under de senaste åren har hans teorier blivit mer accepterade. 

### Kort historik över maktkampen i Medelhavet
Den första daterbara sjöslaget utkämpades ungefär 1210 f.Kr. Suppiluliuma II, kung av hettiterna, besegrade en flotta från Cypern och brände deras skepp ute till havs. De persiska krigen med början omkring 490 f.Kr. var de första storskaliga marina operationerna. Det var inte bara den sofistikerade flottan med dussintals triremer på varje sida, utan även kombinerade mark-operativa insatser ute till havs (se kartan nedan). Det verkar mycket osannolikt att allt detta var ett resultat av en enda person eller ens en generation, sannolikt låg en lång period av utveckling och experimenterande bakom. 
Efter slaget vid Maraton och Alexander den Stores entré på arenan kom greker och makedonier att härska över det persiska imperiets områden fram till romarna. Romarna var dock inga större aktörer på den marina scenen till en början. I de puniska krigen med Kartago, utvecklade romarna en bordningsteknik. Den romerska marinen växte gradvis och Rom engagerade sig mer och mer i Medelhavets politik. Vid slaget vid Actium 31 f.Kr., var hundratals fartyg inblandade. Bland annat Quinqueremes (skepp med 5 rader roddare per sida och användes av kartager och romare) varav många av dem hade katapulter eller bordningstorn, men även några större deceres. Efter att kejsaren Augustus omvandlat republiken till det romerska imperiet fick Rom kontroll över större delen av Medelhavet. Utan några betydande maritima fiender, minskade behovet av den romerska flottan och användes främst till att avpatrullera området och fånga pirater och uppbära skatter. Flottan deltog dock i maritima uppdrag i de nyvunna provinserna och i andra defensiva uppdrag.

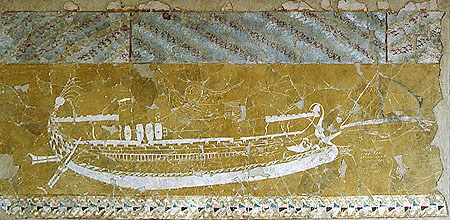
Grekiskt skepp (avbildat i mosaik) från 300-talet f.Kr.
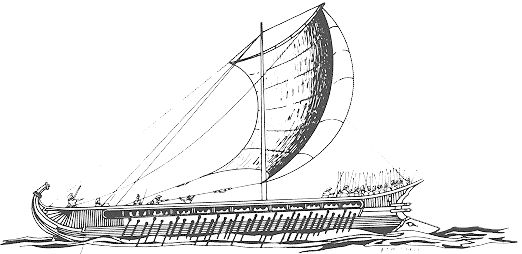
Grekisk trirem.
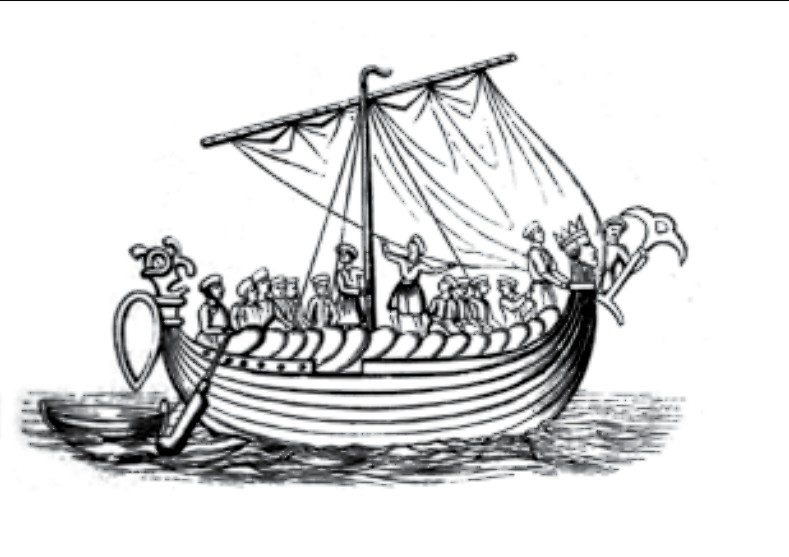
Fenisikt skepp från boken Fenisiska Kolonier i Scandinavien (1875).
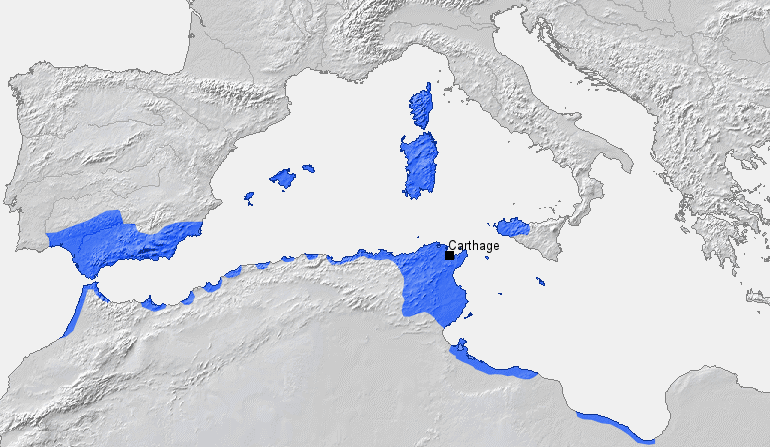
Områden, i väster, som behärskades av Fenicierna.
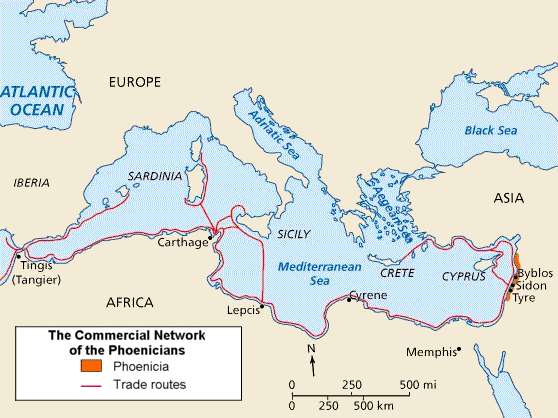
Feniciernas kända leder i Västra Medelhavet.
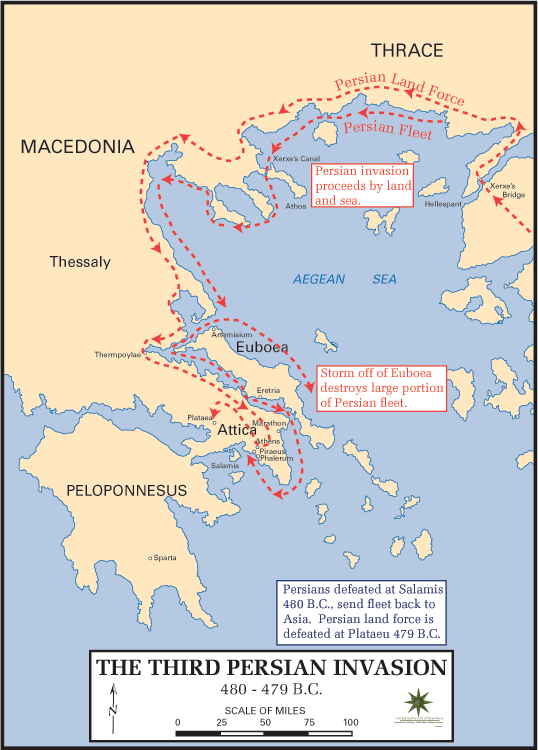
Den tredje persiska invasionen.
1:a fasen i slaget vid Maraton.
2:a fasen i slaget vid Maraton.
Det persiska imperiet – Det Akemidiska Riket, cirka 500 f.Kr.

## Vattenvägar på Stilla Havet
Med Kon-Tiki visade Thor Heyerdahl en tvivlande vetenskapselit att Stilla Havet har till viss del befolkats att exempelvis Peruaner. Inte förrän han fann spår efter gamla sydamerikanska kulturer på Galápagosöarna och Påskön fick han ett erkännande från det vetenskapliga etablissemanget. Han var inspirerad av lokal befolkning på öarna vilka enligt muntlig tradition kom invandrande från öst. Varför han valde en flotte istället för den vassbåt (caballito de totora) som lokalbefolkningen brukade och än idag brukar kan nog bara Thor Heyerdahl svara på. De senare expeditionerna skedde med vassbåt. Ra, Ra II och Tigris är alla vassbåtar. Följande text, hämtad från sidan om Kon-Tiki, är kanske en ledtråd:
Flotten döptes till Kon-Tiki efter det vita Inkafolkets solkung och överstepräst med samma namn. Enligt sägnen levde Kon-Tiki och hans stam ett fredligt liv vid Titicacasjön i Peru, när de en dag blev anfallna och nästan utrotade av en grannstam. Endast Kon-Tiki och hans närmaste män överlevde. De tog sig ned till havet, där de flydde på en balsaflotte till Polynesien. Enligt Thor Heyerdahl är sägnens Kon-Tiki stamfader till Polynesiens befolkning.
Befolkningen i Stilla Havet använder traditionellt katamaran eller trimaran. Små smäckra båtar med en huvudskrovet vilken används att sitta och transportera i samt en eller två stödpontoner s.k. utriggare. Polynesierna var av tradition mycket skickliga båtbyggare och navigatörer som kunde resa mycket långa sträckor ute till havs.
Eftersom vi vet att människor migrerat från Asien till Australien för ungefär 50.000 år sedan och det krävdes att de korsade öppet vatten och för att göra det, är det troligt att de gjort det med någon form av båt eller flotte. Några bevis eller fynd finns inte – men de simmade knappast – även om avståndet var mindre än idag.

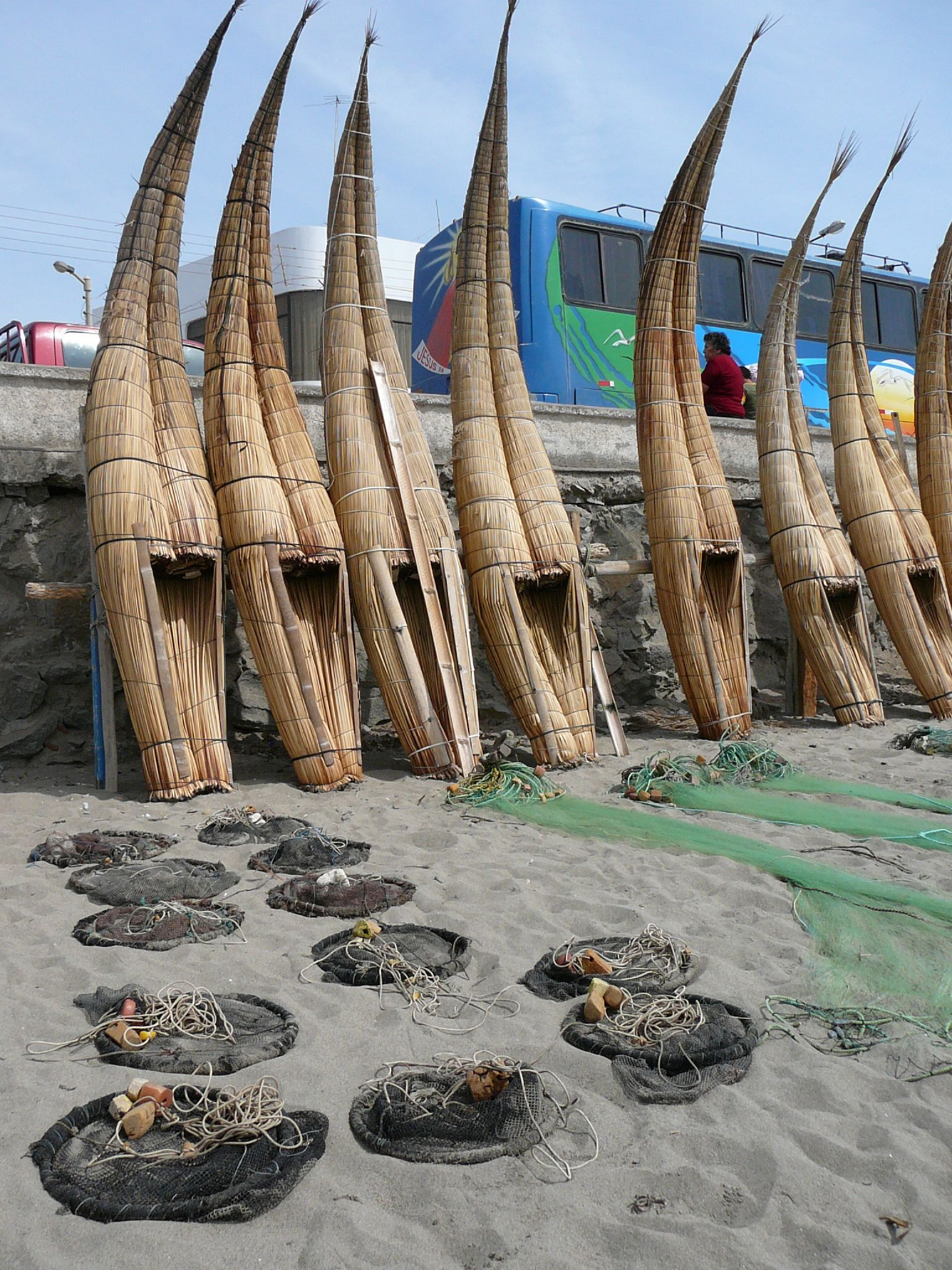
Peruanska fiskebåtar av vass, i Huanchaco.
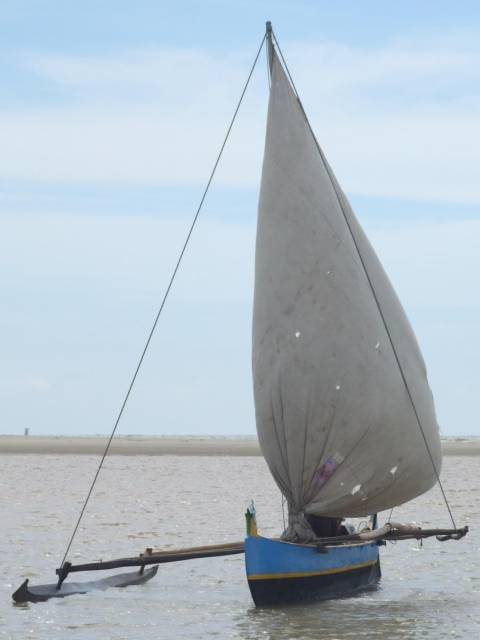
Pirog med utriggare, Polynesien.

## Vattenvägar i och runt Afrika
Att Finicierna och Egyptierna som bodde i norra delen av Afrika var skickliga på att nyttja vattenvägar vet vi tack vare en stor mängd av texter, mestadels även accepterade av vetenskapen. Nilens (Vita Nilen och Blå Nilen) sträckning från söder är 6 670 km lång och var redan på antiken användbar för sjötrafik. Dels fiske och dels för transport.
Hur transporter skedde på vattenvägar i det inre av Afrika är inte lika väldokumenterat. I mångt och mycket får man lita till de Européer som hade anspråk på Afrika. Slavhandeln och plundringen nyttjade vattenvägarna över Atlanten men hade mindre fartyg för den lokala transporten.
Varifrån blev Finicierna och Egyptierna blev inspirerade till sin skeppskonst? Kom den från sjön i söder (Viktoriasjön), via Nilen? Det är frågor som idag är utan svar. Men de som haft längst tid på sig att utveckla skeppsbyggarkonsten, enligt vetenskapen, härstammar från Afrika och rimligen bör även skeppsbyggarkonsten härstamma därifrån.
Madagaskar ligger på Afrikas ostkust, världens fjärde största ö. Med sitt läge utanför Afrikas sydostkust skiljer sig Madagaskar tydligt från det afrikanska fastlandet såväl genom sitt naturliv, sitt kulturliv, sina folk, sina språk som sitt förflutna. I de centrala och östra delarna bor folket merina, eller hova, som kom till ön för 2 000 år sedan från de öar vi idag kallar Indonesien. Men en invandring av bantufolk från det afrikanska fastlandet skedde. I inhemsk, muntlig historisk litteratur nämns även ett tidigare folk kallat Mikea. De flesta arkeologer uppskattar att de tidigaste bosättarna anlände i kanoter från södra Borneo i olika omgångar under perioden mellan 350 f.Kr. och 550 e.Kr. Det innebär att Madagaskar är en av de sista stora landmassor på jorden som tagits i besittning av människor.
I Nigeria har en 8000 år gammal båt hittats. Det är Afrikas äldsta kända båt och det är en Dufuna Kanot som upptäcktes nära området av floden Yobe. Kanoten upptäcktes av en Fulaniherde i maj 1987 när han grävde en brunn. Egyptens äldsta kända båt är 5000 år gammal i jämförelse. Det är världens tredje äldsta kända kanot. Peter Breunig vid universitetet i Frankfurt i Tyskland, en arkeolog som deltar i projektet, säger att kanotens ålder tvingar till en omprövning av Afrikas roll i historien om vattentransport. Det visar, tillägger han, att det kulturhistoria Afrika inte bestämdes av närliggande östliga och europeiska influenser utan tog sin egen kurs. Breunig tillade att det är högre rang i stil än hos europeiska fynd av samma ålder. Enligt honom är för och akter båda noggrant utarbetade, vilket ger båten en betydligt mer elegant form jämfört med (världens nu äldsta båt) ett urholkat barrträd som Pessebåten i Nederländerna. Båten har redan genomgått en lång utveckling och visar att ursprunget till vattentransport i Afrika ligger ännu längre tillbaka i tid.
Den Kartanska upptäckaren Hanno Sjöfararen seglade runt Afrikas västkust cirka 450 f.Kr. Hans expeditionsrapport påstår att det inte fanns några spår av civilisation längs den västra kusten av Afrika, han fann inga städer, inga hamnar, inga fartyg och inga civiliserade människor. Allt han hittade var vilda människor som levde i djungeln. Ur det context han härstammar vore det antagligen skamligt att rapportera att ett högt stående kultur existerade utanför sfären av Finicien och Egypten.

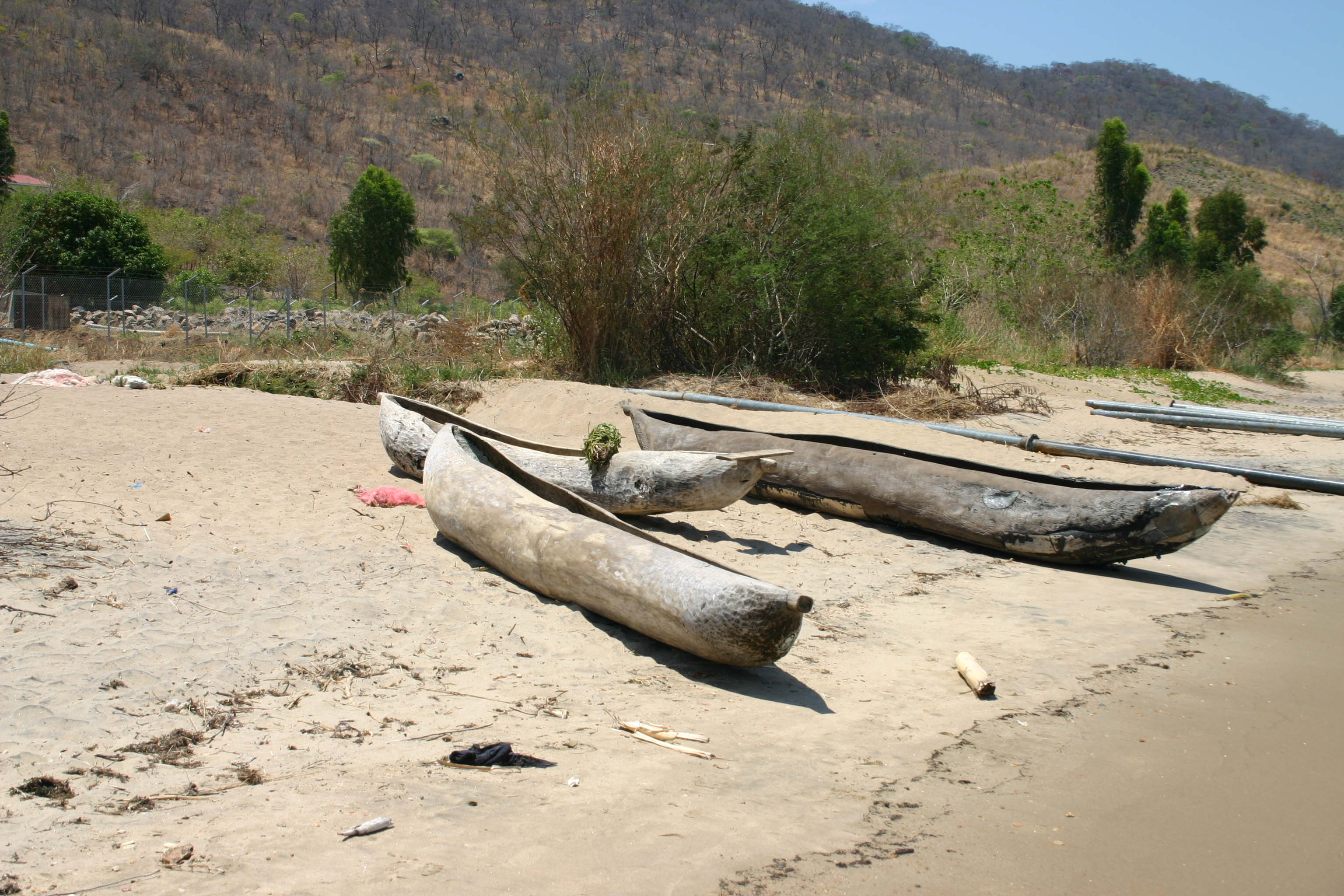
Stockbåtar på en strand i Malawi.
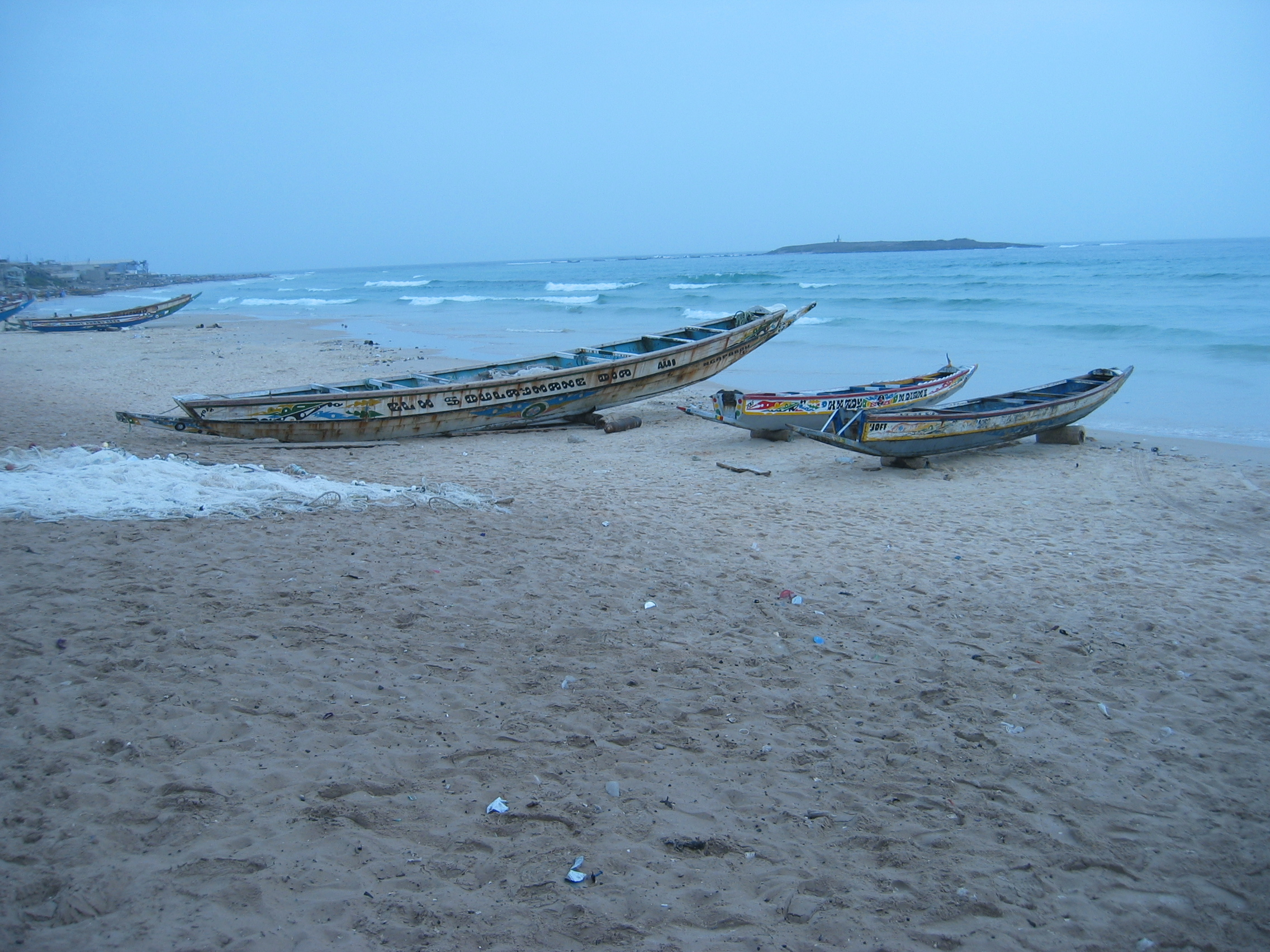
Afrikanska fiskebåtar av samma typ som den 8000 år gamla Dufuna Kanoten.

## Vattenvägar i Persiska viken och på Indiska Oceanen
Thor Heyerdahl byggde 1977 ett nytt skepp, som han kallade Tigris. I fem månader seglades det i Persiska viken och Indiska oceanen. Målet var att bevisa att Mesopotamien, Induskulturen och Egypten kunde ha haft handelsförbindelser över havet redan år 3000 f.Kr.
Elam var ett forntida rike i nuvarande sydvästra Iran. Den elamitiska kulturen varade från före 3000 f.Kr. till persisk tid 300 f.Kr. Elam låg öster om kulturerna i det forntida Mesopotamien och uppvisar kulturella likheter med dessa. Även landets historia är sammanflätad med Mesopotamien. Elam omfattade dels ett högland i Zagrosbergen med sitt centrum runt staden Anshan samt ett lågland öster om Tigris på den mesopotamiska flodslätten med staden Susa som centrum. Gränsen i sydväst mot Sumer/Babylonien utgjordes av sumpmarkerna i Tigris och Eufrats floddelta. Man har antagit att den forntida kustlinjen vid Persiska viken gick mycket högre upp i forntiden, men det verkar inte troligt för historisk tid. Hur som helst hade Elam via den seglingsbara floden Karun kontakt med Persiska viken i söder.
Indiens historia sträcker sig tillbaka till en av de första stora högkulturerna i världen. Fast bosättning och odling av grödor som vete och korn samt uppfödning av kor, får och getter infördes någon gång runt 7000 f.Kr. Troligen spred sig dessa innovationer från Mellanöstern, och med det kom även tekniken att tillverka lergods. Från ca 3000 f.Kr. finns de första arkeologiska beläggen för en högkultur baserad runt floden Indus, varefter den fått sitt namn. Via havet kunde gods och kultur växlas med kulturer både åt öster och väster. Detta skedde till en början i kustnära farkoster. Indiens sju heliga floder Ganges, Yamuna, Sarasvati, Indus, Godavari, Narmada och Cauvery var och är viktiga transportleder. Himalaya bidrar med vattentillgången i norr.
Maldiverna började koloniseras omkring 400 f. Kr. De första invånarna var sannolikt dravider från södra Indien. Några hundra år senare övertogs öarna troligen av folk från Ceylon. Dhow eller dhoni är ett samlingsnamn för flera båttyper som används längs Indiska oceanens kuster på Arabiska halvön, längs Afrikas östkust, och kring Indiska halvön. Dhowerna kännetecknas av sina trekantiga latinsegel på framåtlutade master. Ordet dhow kommer från swahilins daw.

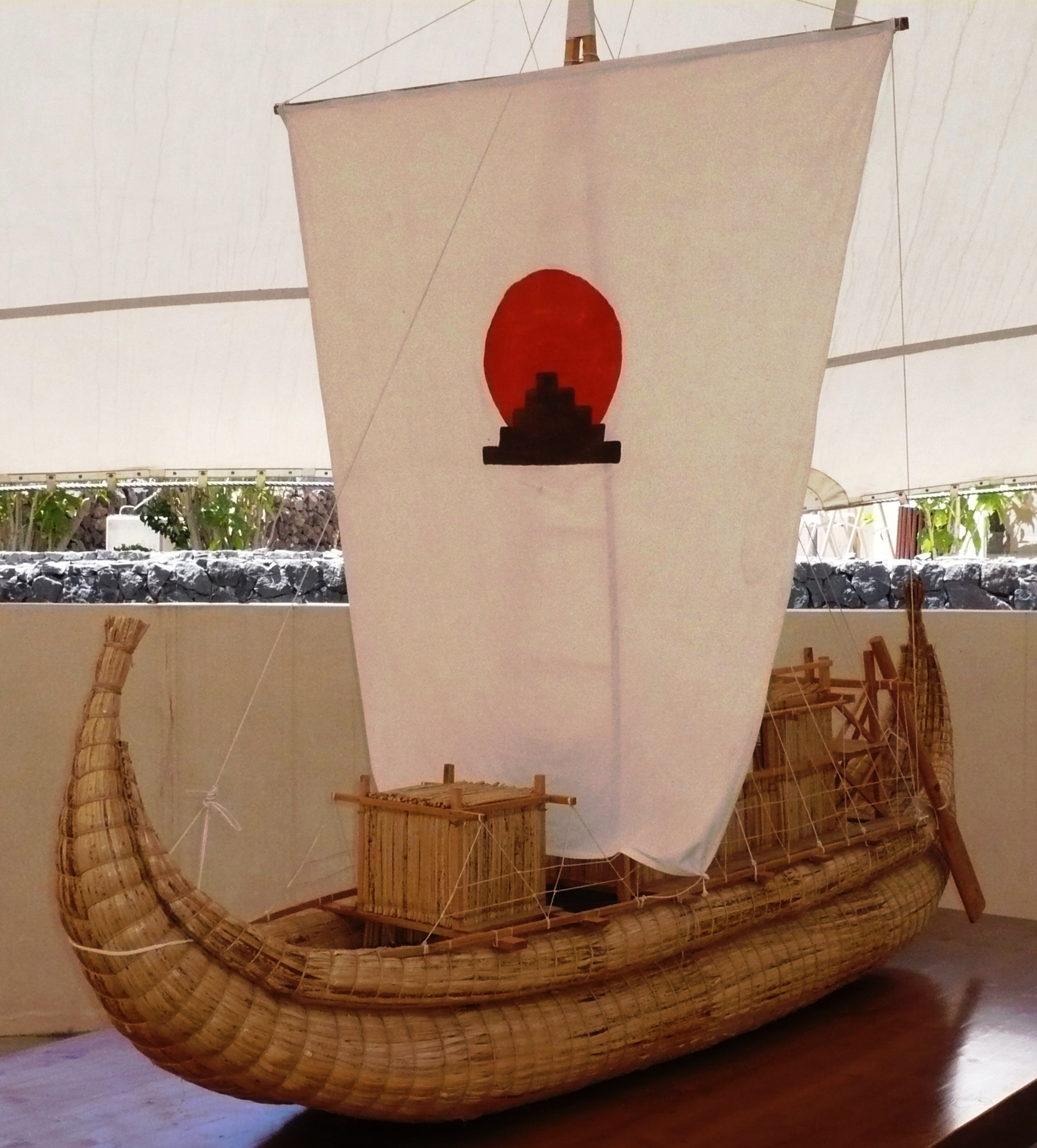
Modell av Tigris.
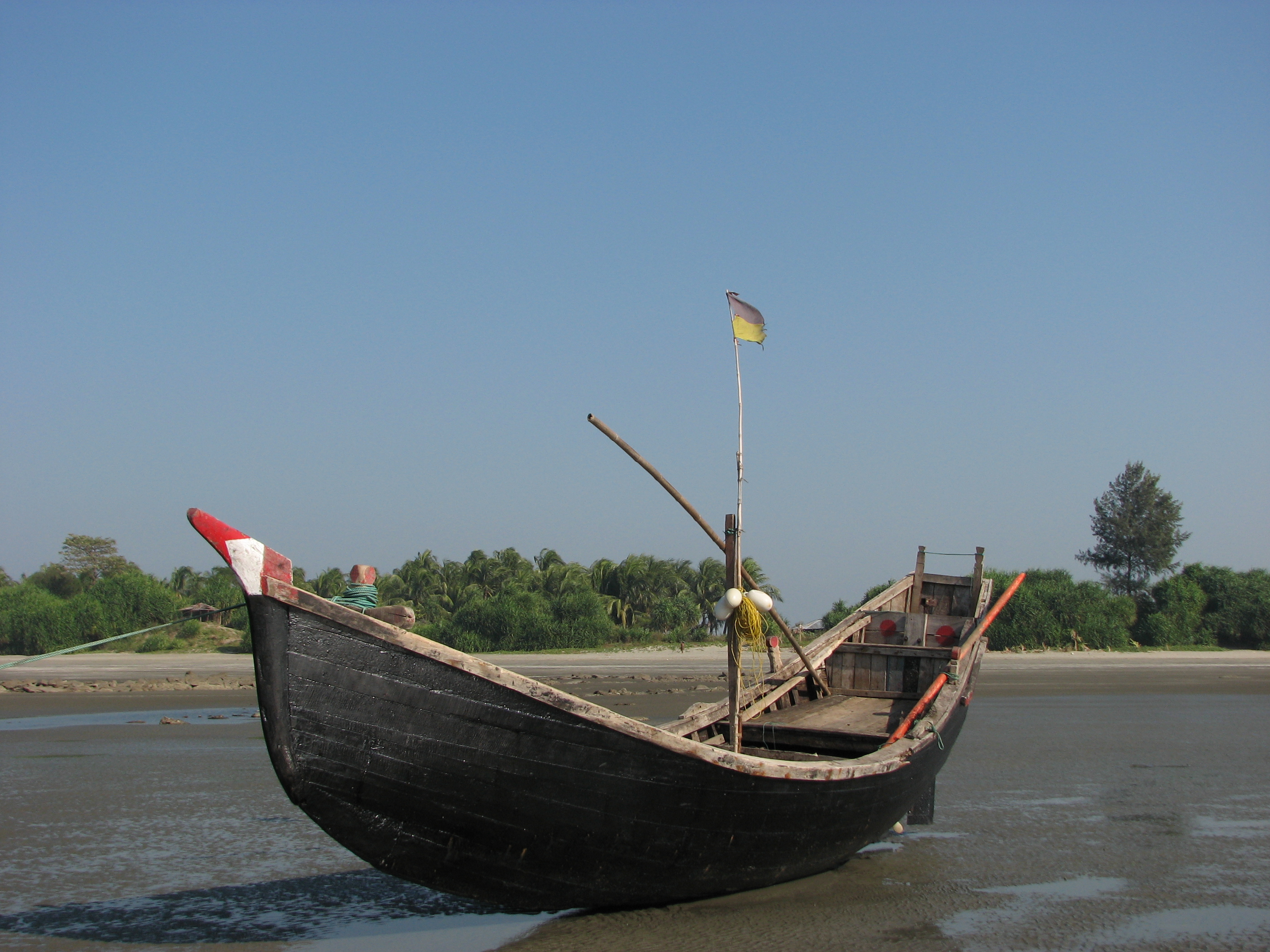
Fiskebåt från Bangladesh.
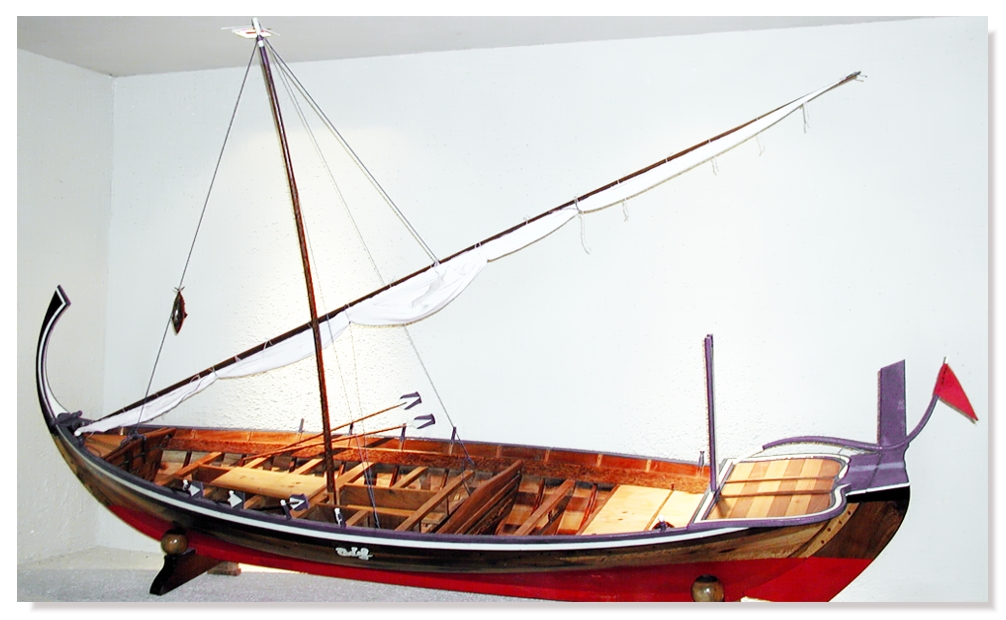
Typisk maldivisk Dhoni.

## Vattenvägar vid Nordpolen
Genom Berings sund anses Amerika ha blivit befolkat. Under istiden var sundet tidvis torrlagt och var en invandringsväg för många djur och människor till Nordamerika. Den första bevisade genomseglingen av sundet gjordes redan 1648 av ryske Semjon Dezjnjov vilket dock föll i glömska och Berings sund fick sitt namn efter Vitus Bering, en dansk-rysk upptäcktsresande, som år 1728 seglade genom sundet.
Inuiterna, ett jägarfolk, använde och använder än idag kanoter som bestod av en träram på vilken man spänt skinn företrädesvis från säl. De har befolkat havet kring Nordpolen i tusentals år och vattenvägar är en nödvändighet för överlevnad.
Nordostpassagen är sjövägen norr om Europa och Asien mellan Atlanten och Stilla havet. Åren 1878–1880 blev Adolf Erik Nordenskiöld under Vegaexpeditionen med skeppet Vega det första fartyget att färdas genom hela nordostpassagen. På 1930-talet startades en kommersiell sjöfart längs hela passagen, dock endast sommartid. Sedan 1990-talet förekommer bara sjöfart längs delar av leden. Ryssland använder stora delar av den för både kommersiella och militära transporter.
Nordvästpassagen är sjövägen norr om amerikanska kontinenten mellan Atlanten och Stilla Havet genom Norra ishavets packis och Kanadas arktiska skärgård.
Trots idoga försök dröjde det till 1906 innan norrmannen Roald Amundsen blev den förste att ta sig fram hela vägen
Klimatet har sedan dess blivit varmare och när temperaturen sensommaren 2007 och 2008 nådde en rekordhög nivå var hela passagen isfri.

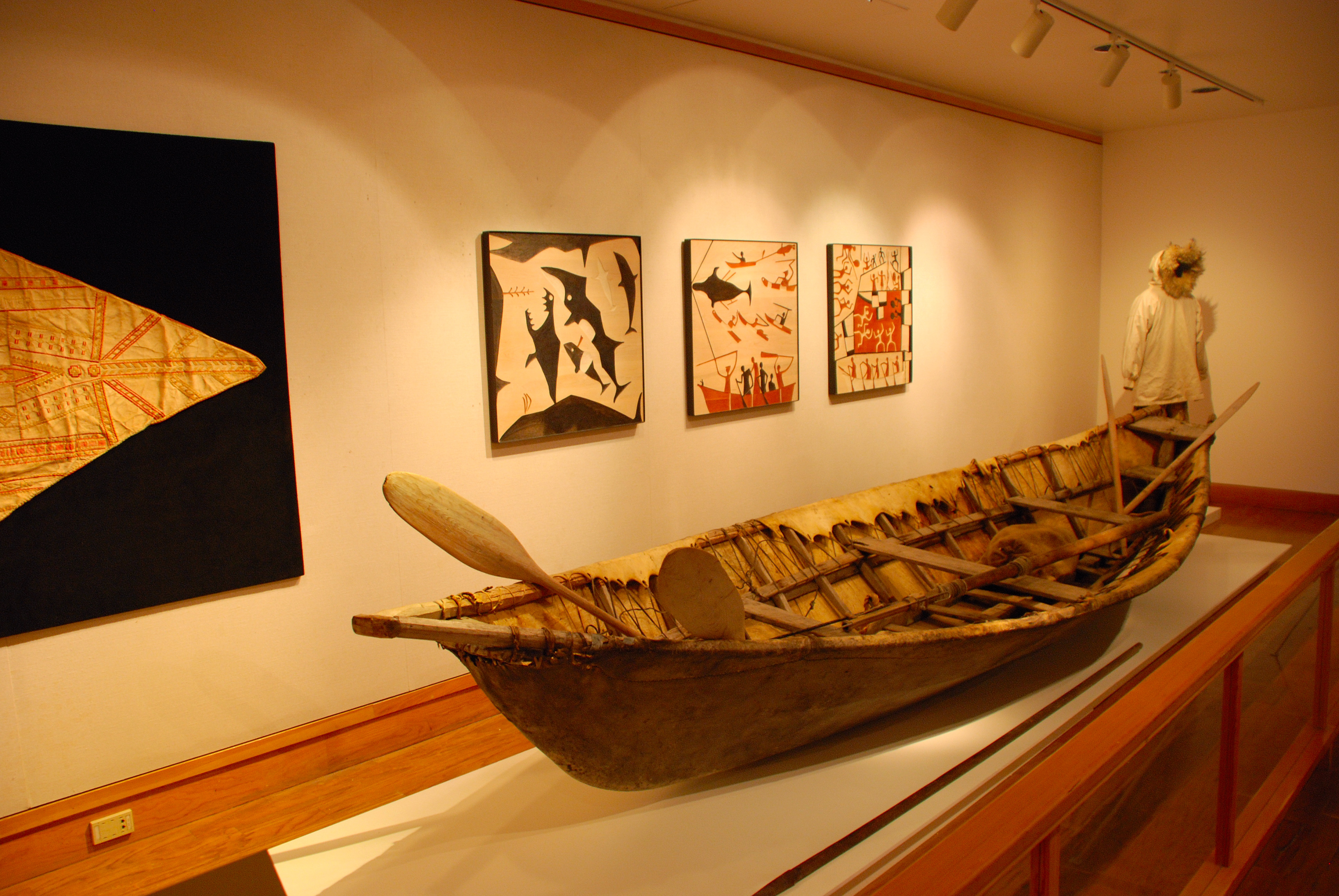
Skinnbåt (Umiak – kvinnobåt på inuitiska), Anchorage museum i George Chacon.
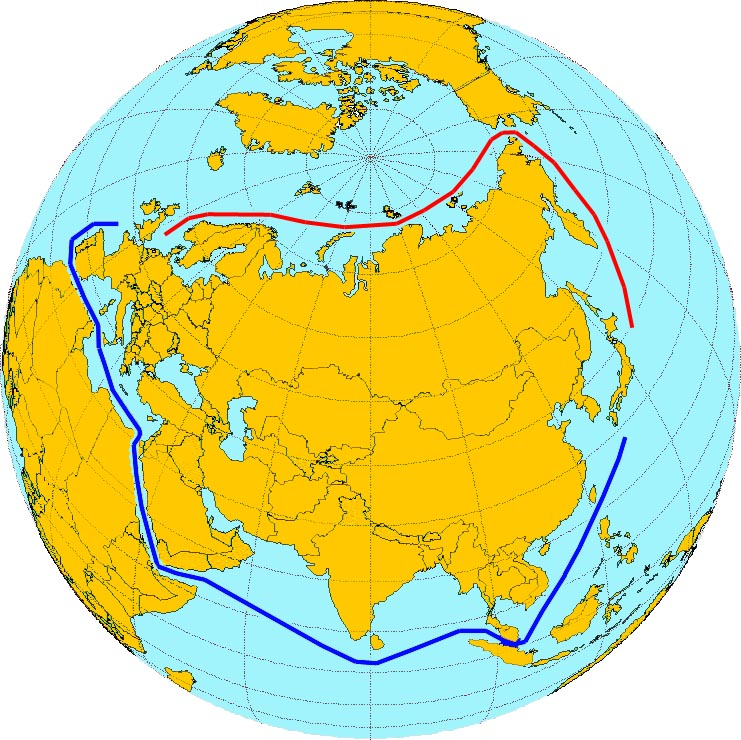
Nordostpassagen visas med en röd linje.
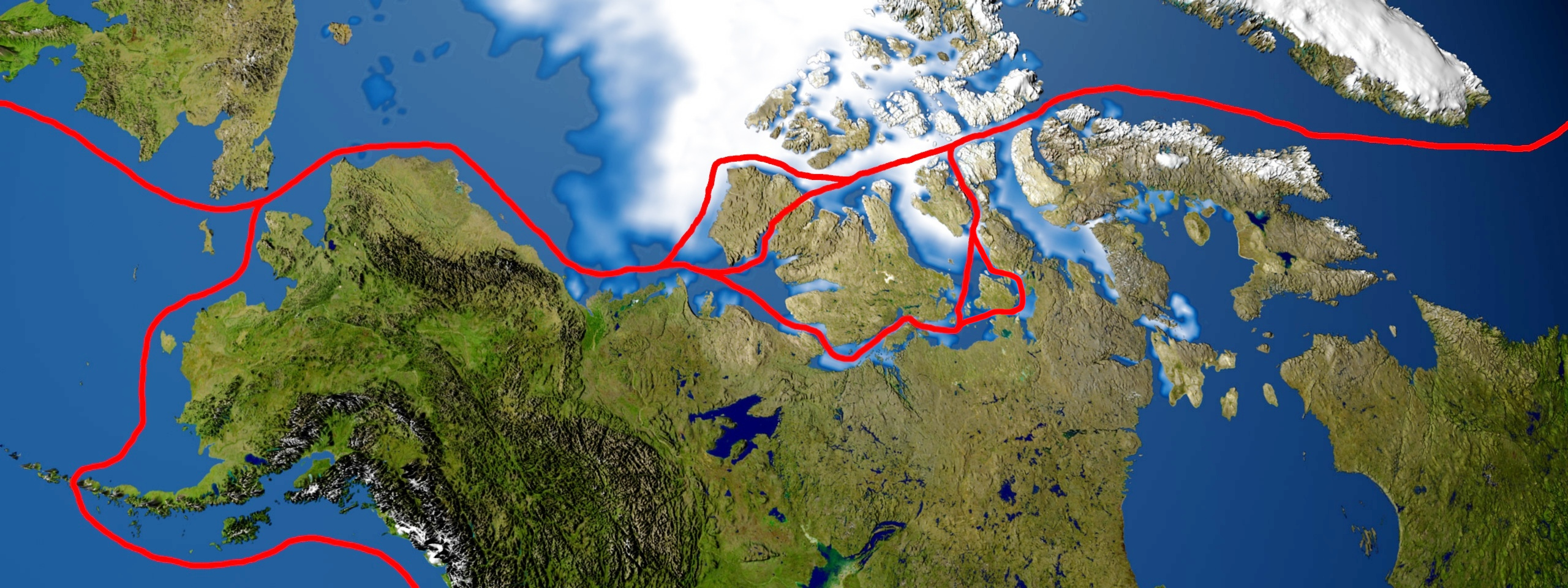
Rutter genom Nordvästpassagen genom Kanadas och Alaskas arktiska skärgård.
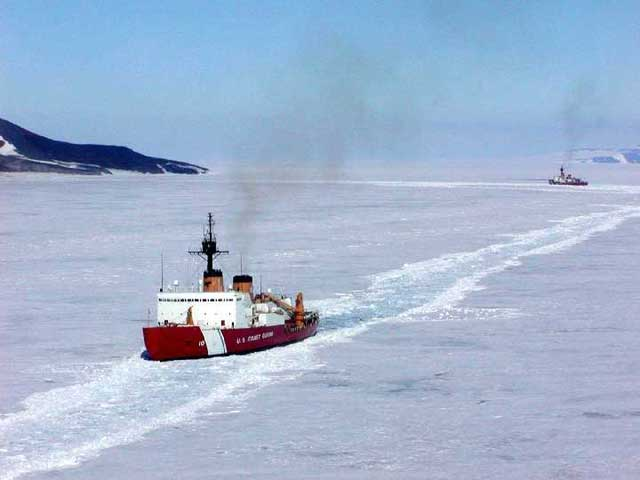
Isbrytare i arbete.

## Vattenvägar på Atlanten
Med vassbåtarna Ra I och Ra II visade Thor Heyerdahl att det var möjligt att vattenvägar fanns mellan Amerika och Afrika för handel och migration.
Kanarieöarna har varit kända sedan antiken och kan ha upptäckts av Hanno Sjöfararen från Karthago vid hans resor omkring 510 f.Kr. De kan emellertid ha varit kända redan av fenicierna som sökte efter det eftertraktade röda färgämnet i lav, eftersom Kanarieöarna ibland kallas Purpuröarna eller sammankopplas med Hesperides. Men redan före början av vår tideräkning fanns en inhemsk befolkning på vissa öar. De härstammar från Nordafrika och men det är oklart när de bosatte sig där, kanske för mellan två- och tretusen år sedan.
I irländska sagor berättas om munken Brendan som seglade till Nordamerika via Island.
Nordiska sjöfarare hittade vattenvägen till Nordamerika via Island och Grönland åtminstone under vikingatiden. Om Leif Eriksson berättas bland annat i Erik Rödes saga och Grönlänningasagan.
Christofer Columbus kan ha läst den sedan medeltiden populära Navigatio Sancti Brendani om en färd västerut av den irländska munken Brendan.[källa behövs] I vilket fall nådde skeppen den 12 oktober 1492 Bahamas och exploateringen av den Nya Världen kunde ta sin början. Gåvorna Columbus förde med sig från Europa var syfilis, plundring, utrotning, förtryck, en ny religion och glaspärlor.

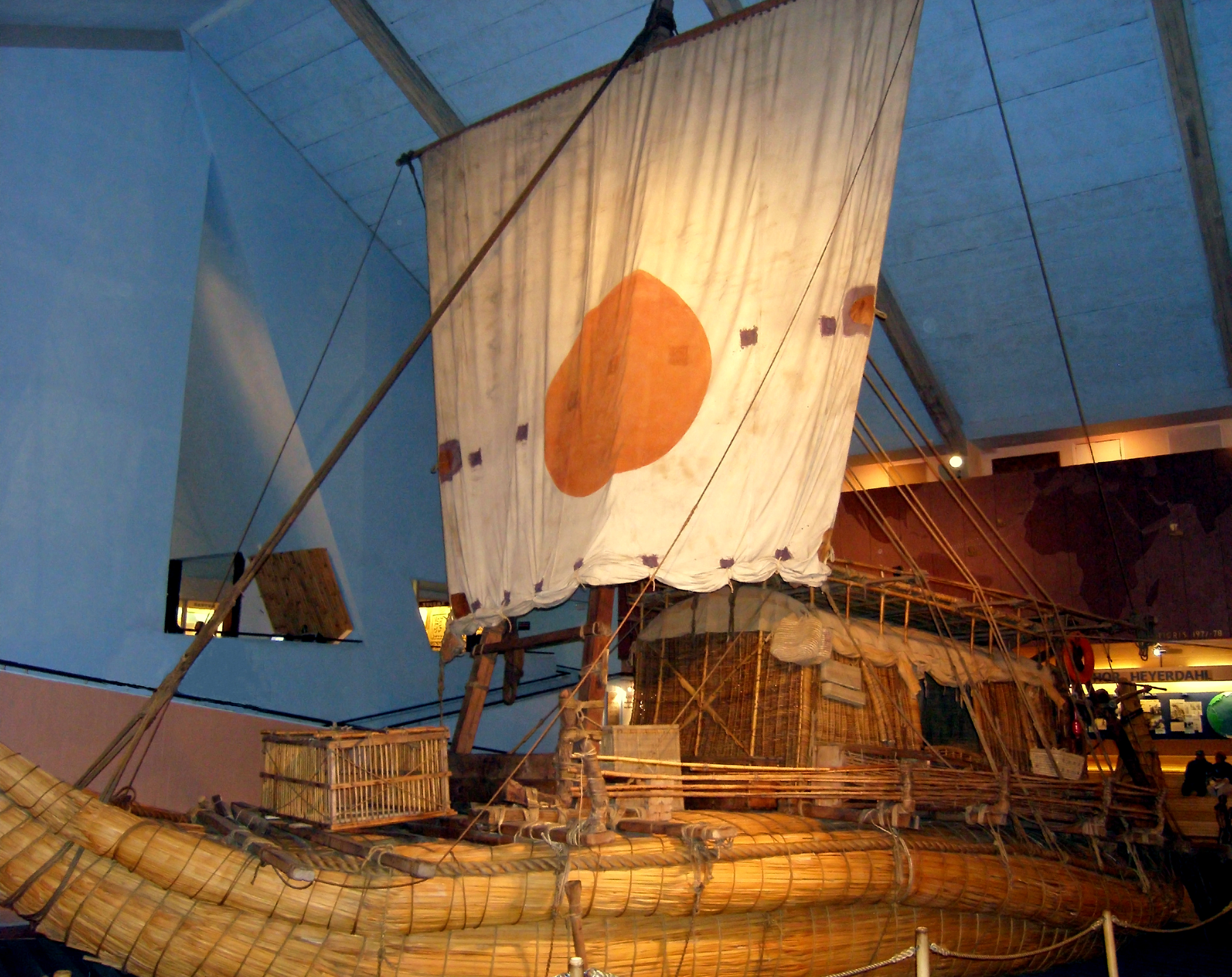
Ra II på Kon-Tiki-museet i Oslo.
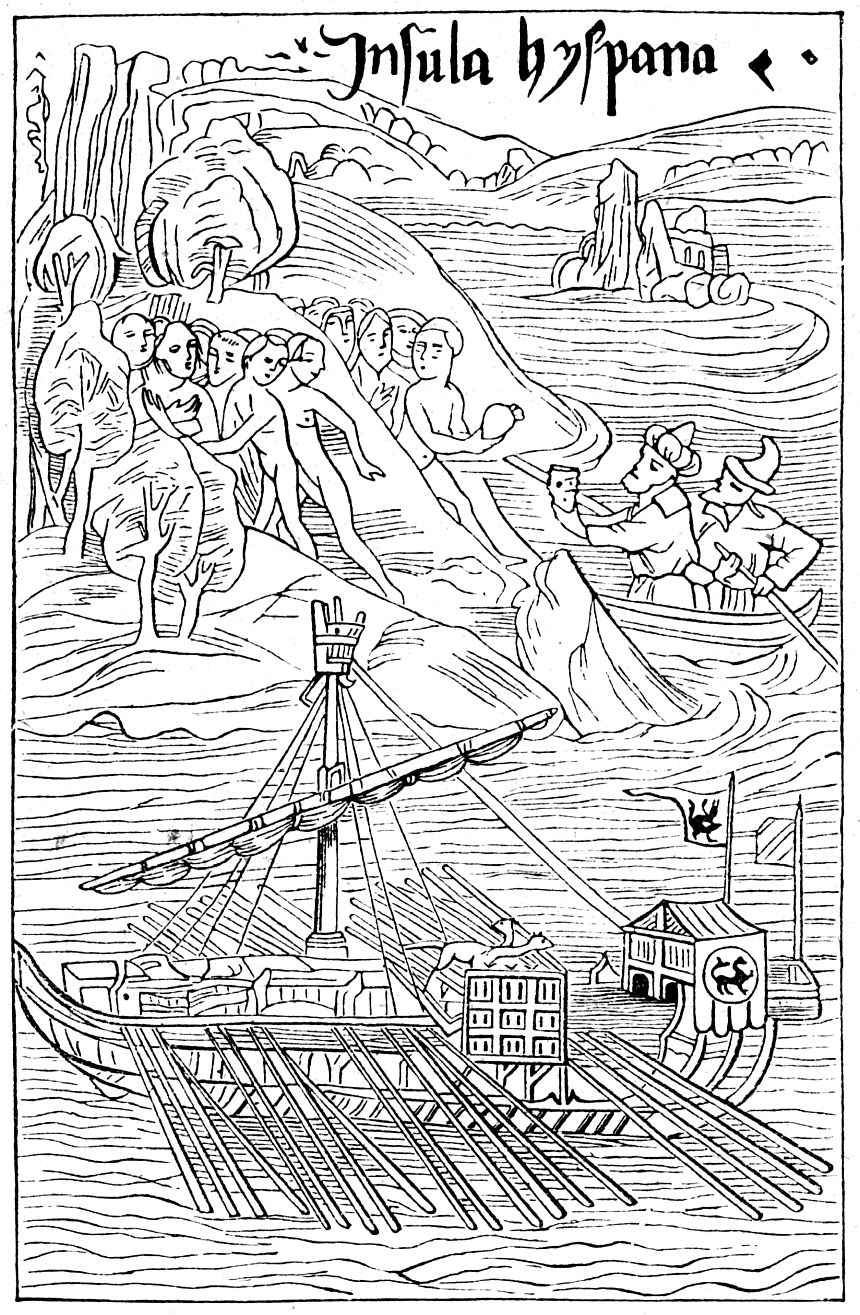
Columbus – första resa.

## Vattenvägar i Asien
Japan har bebotts av människor i minst 35 000 år. De tidigast daterade kvarlämningarna (verktyg gjorda av sten) härstammar från kring 12 000 f.Kr., och ungefär från den tiden räknar man att Japans yngre stenålder, ofta benämnd med det japanska namnet Jomon, inleddes. Japan befolkades via dagens Kina, Ryssland via ön Sachalin eller Korea (Koreasundet) och detta skedde via havet. På flottar eller i båtar kan vi anta.
Filippinerna består av 7107 öar och är idag det 12:e folkrikaste landet med sina 94 miljoner människor. Här fanns ett stort behov av sjötransporter. Lämningar har hittats som visar att Homo sapiens fanns i Palawan för troligen omkring 50 000 år sedan. Dessa invånare kallas Tabonmänniskan. Tusentals år senare anlände vågor av austronesisktalande invandrare – förfäderna till nutidens etniska filippinier – från Indonesien och genom södra Kina via Taiwan. Etniskt kinesiska köpmän anlände på 700-talet e.Kr. Madagaskar befolkades för 2000 år sedan av indonesier.
Kina har många mäktiga floder som Huai och Yangtze på vilka transporter skett i tusentals år, ända ner till kusterna. Kustlinjen sträcker sig från Norra Korea i norr och ner till Vietnam i söder. En kustnära trafik försörjde städerna och grannländerna. Kina har en kontinuerligt nedtecknad sedan 5000 f.Kr.
Användningen av drakbåtar anses av forskare, sinologer och antropologer – som George Worcester, en auktoritativ författare av bland annat "Junks and Sampans of Yangtze River" – ha sitt ursprung i södra centrala Kina för mer än 2500 år sedan. Tävlingar hålls runt om i världen och i Malmö hålls Europas största drakbåtsturnering med över 200 besättningar (4000 personer).
Kinesiska djonker användes flitigt i den asiatiska handeln under 1600- och 1700-talet, då särskilt till Sydostasien och till Japan. Det finns noterat att 50–60 kinesiska djonker seglade till Nagasaki 1612. Dessa skepp hade vanligtvis tre gaffelsegel och lastade 200–800 ton. De största hade en besättning på cirka 130 sjömän förutom 100-tals handelsmän och passagerare.
Ön Taiwan har varit bebodd sedan förhistorisk tid (4000 år f.Kr.). Forskare anser att urbefolkningen är av austronesiskt ursprung. Öns läge, cirka 140 km utanför staden Quanzhou innebär att trafiken måste ha skett med havsgående båtar.

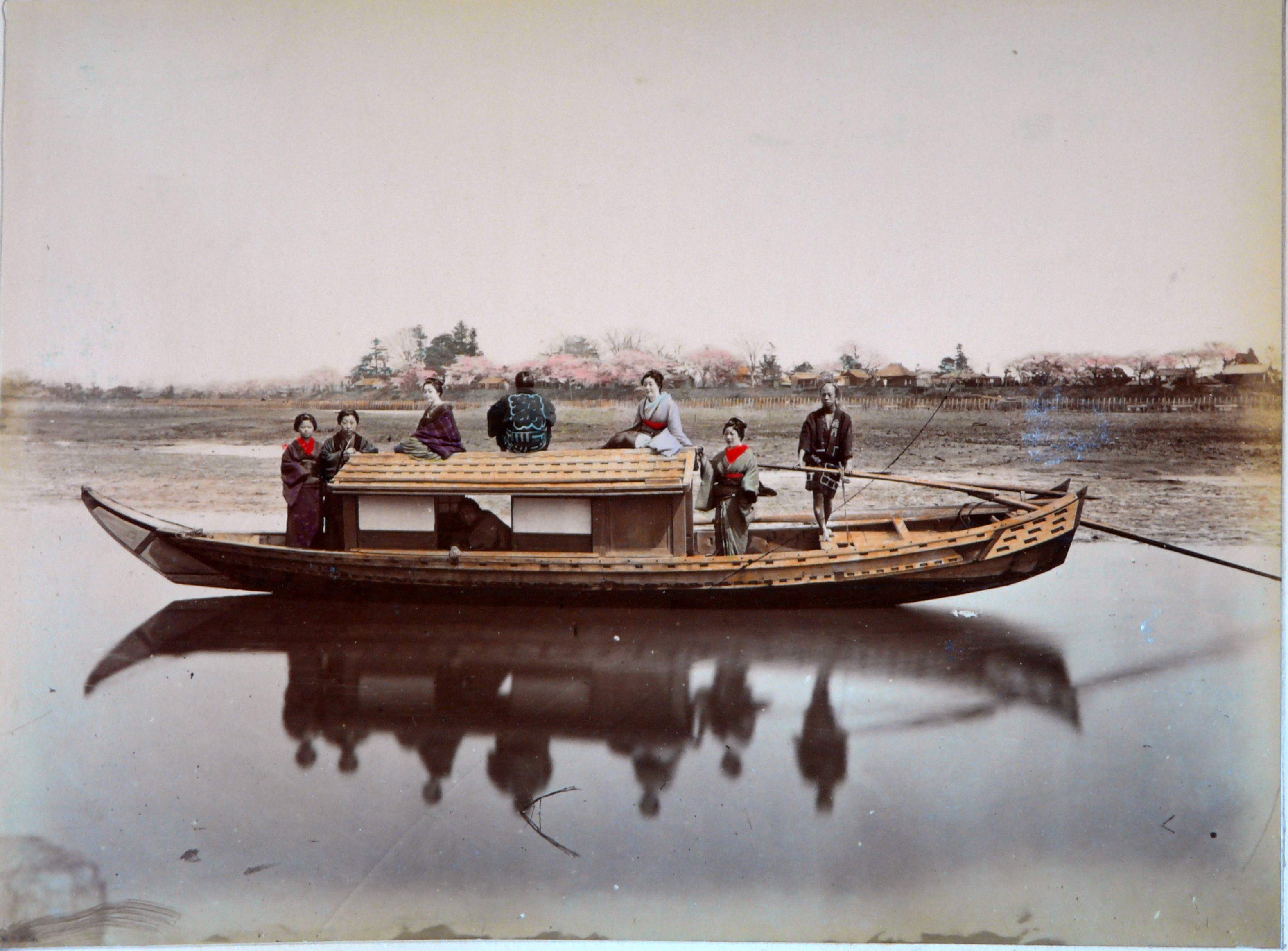
Japans sampan avbildad 1886.
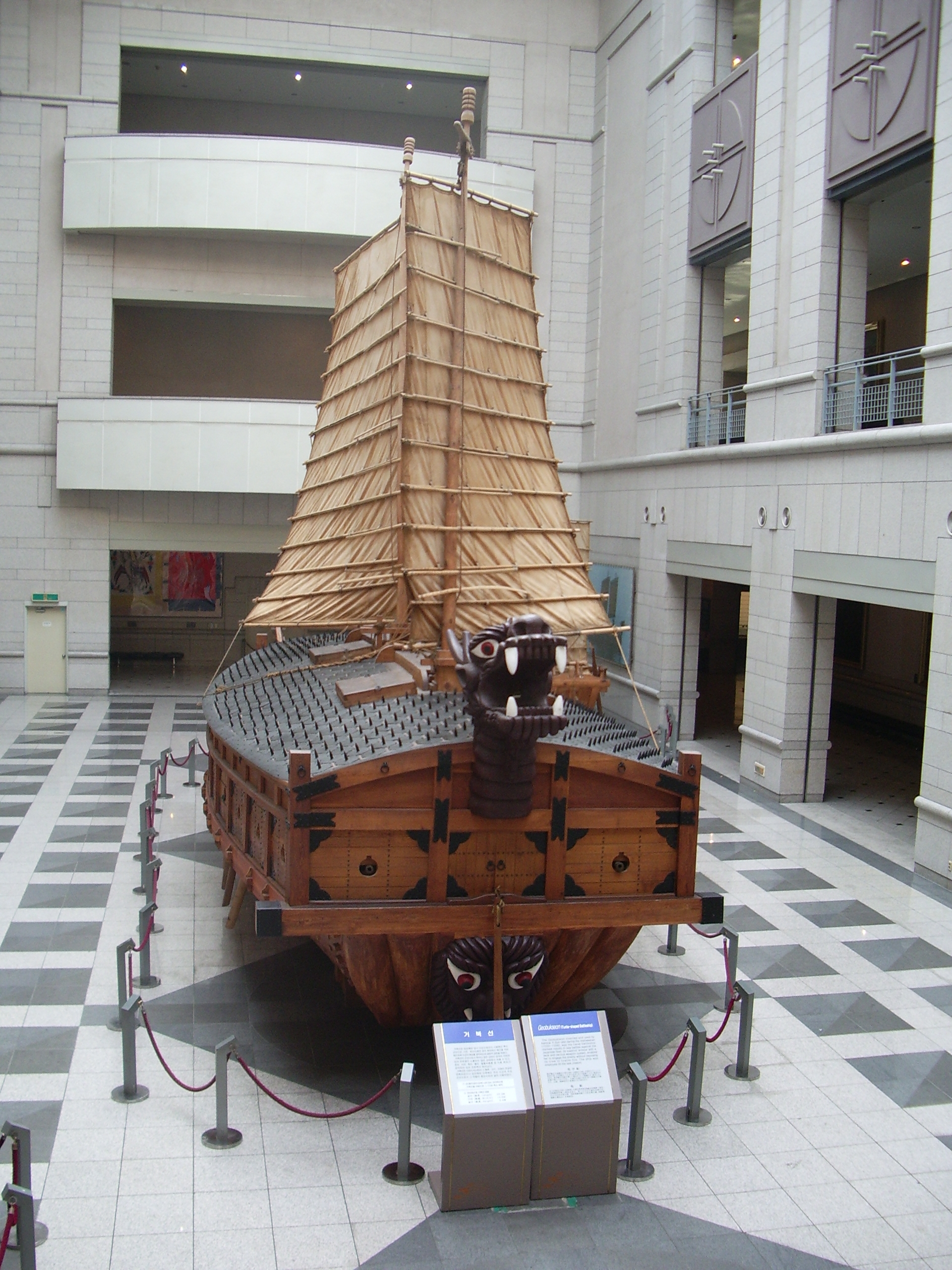
Koreansk sköldpaddsbåt.
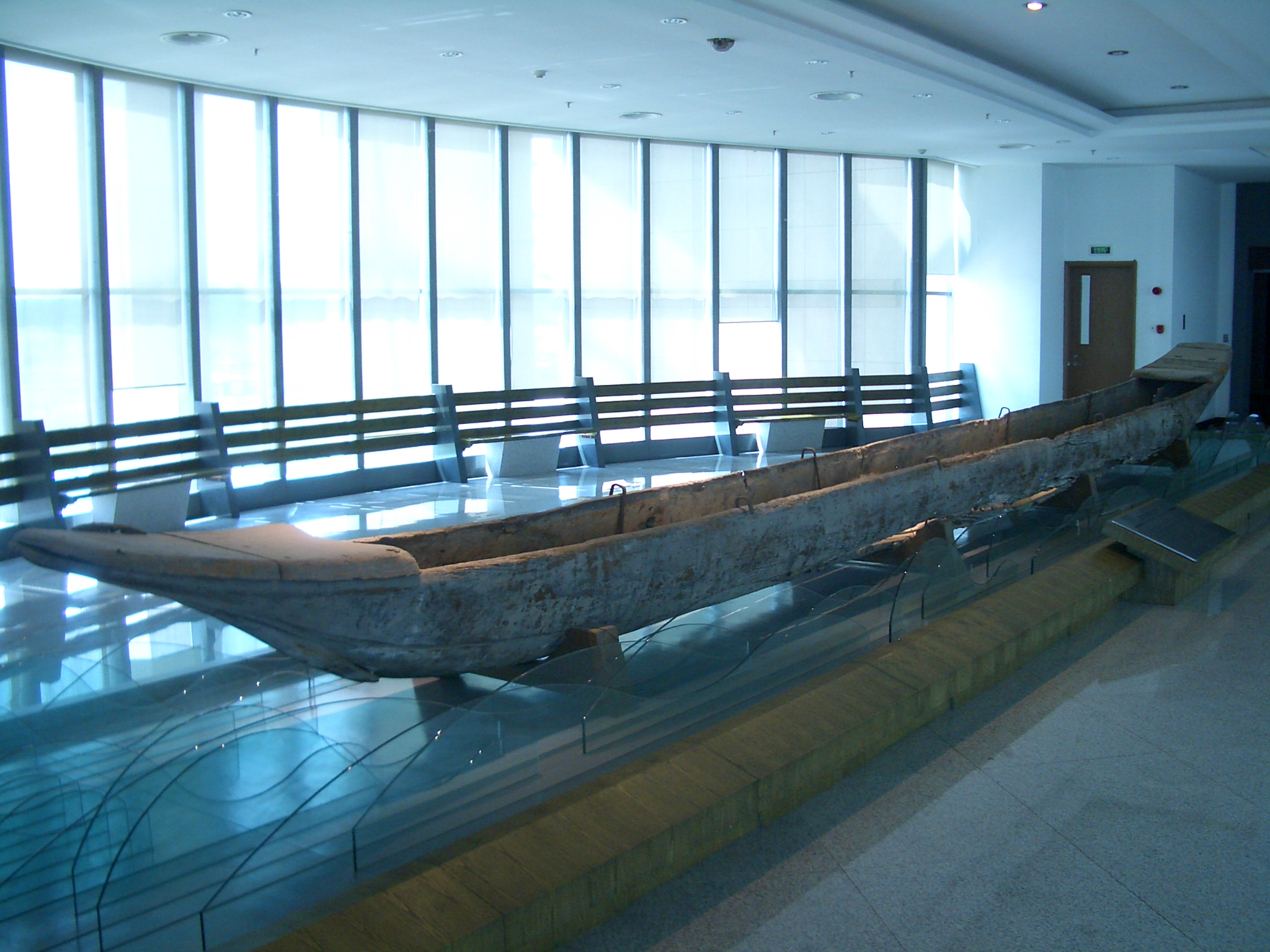
Kinesisk drakbåt från Tangdynastin (618–907).
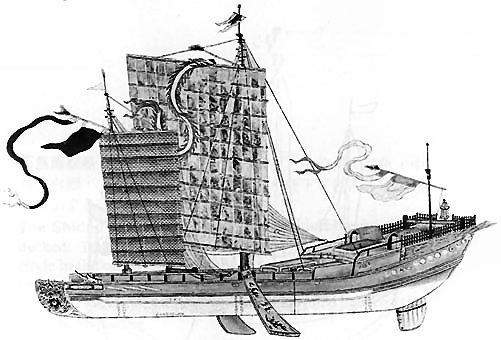
Djonk från 1300-talet.
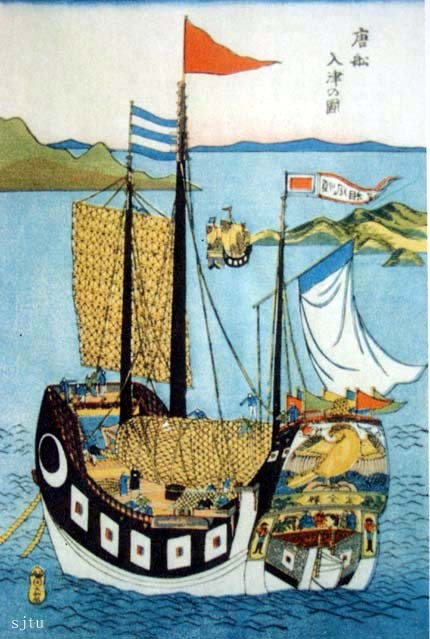
Kinesisk djonk på besök i Japan (1644–1648).
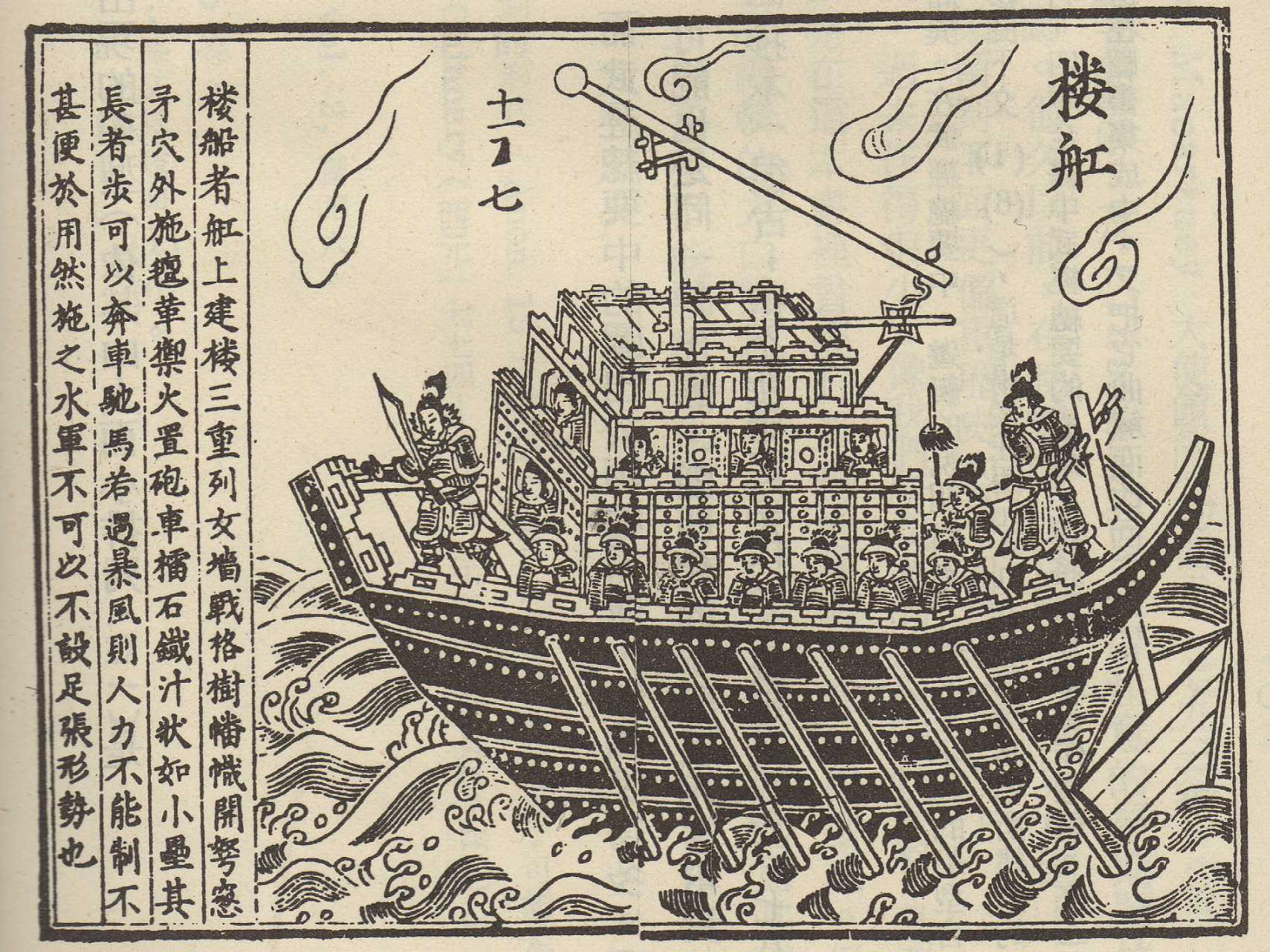
Kinesisk flodbåt.
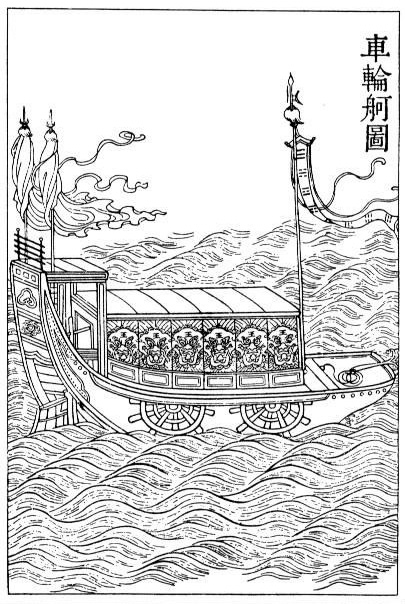
Kinesisk paddelbåt (1726).
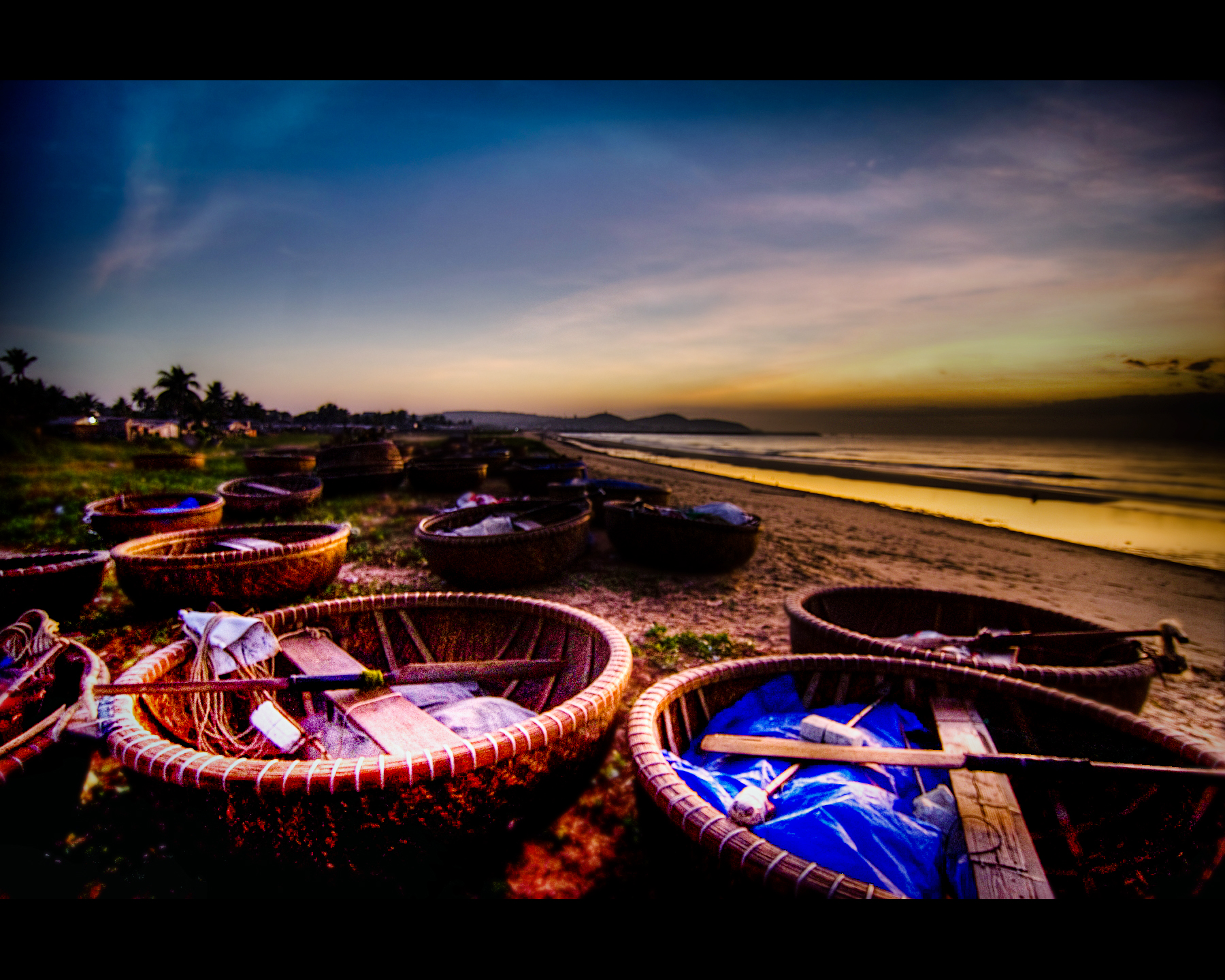
Vietnamesisk enmans korgbåt.
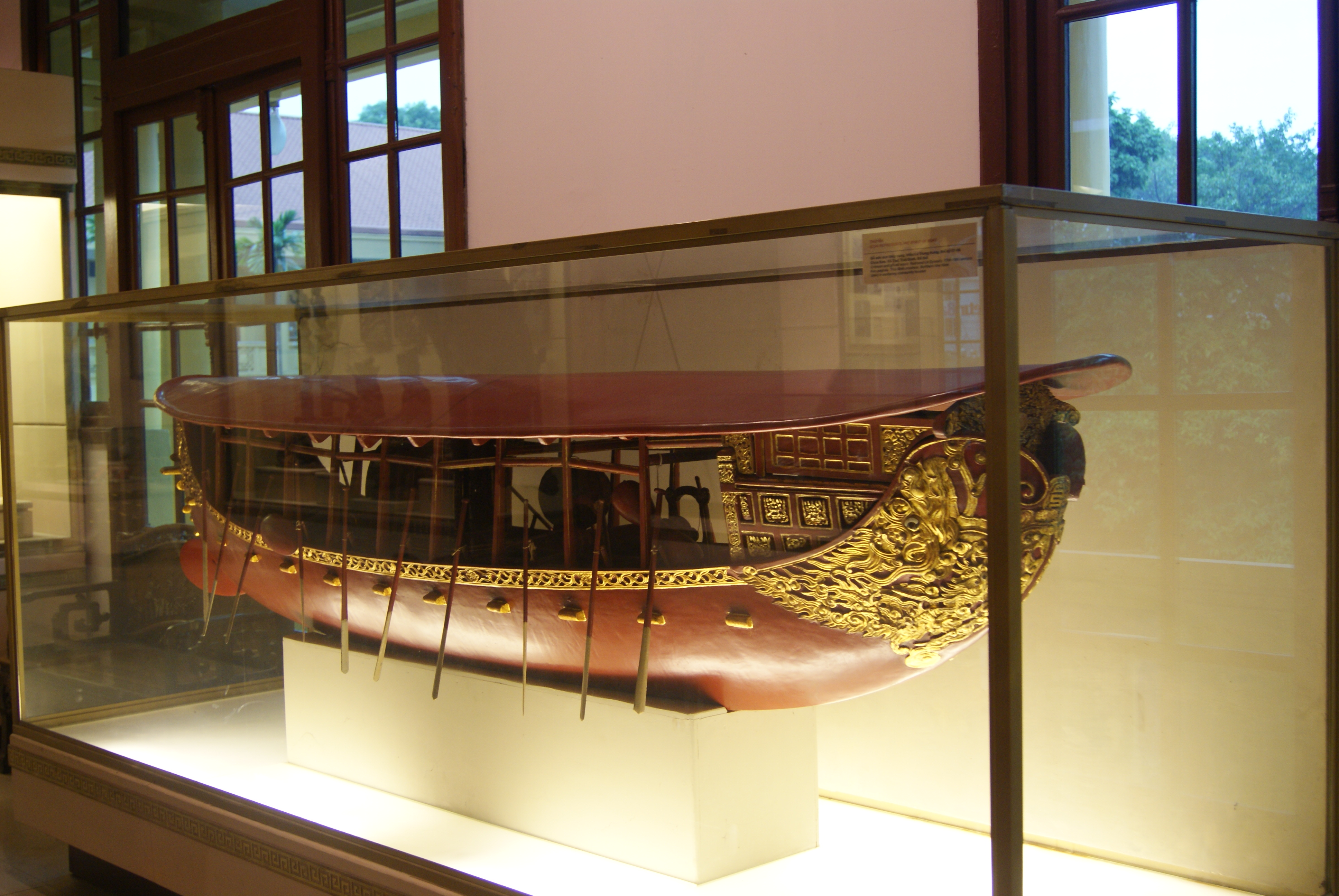
Vietnamesiskt krigsskepp.
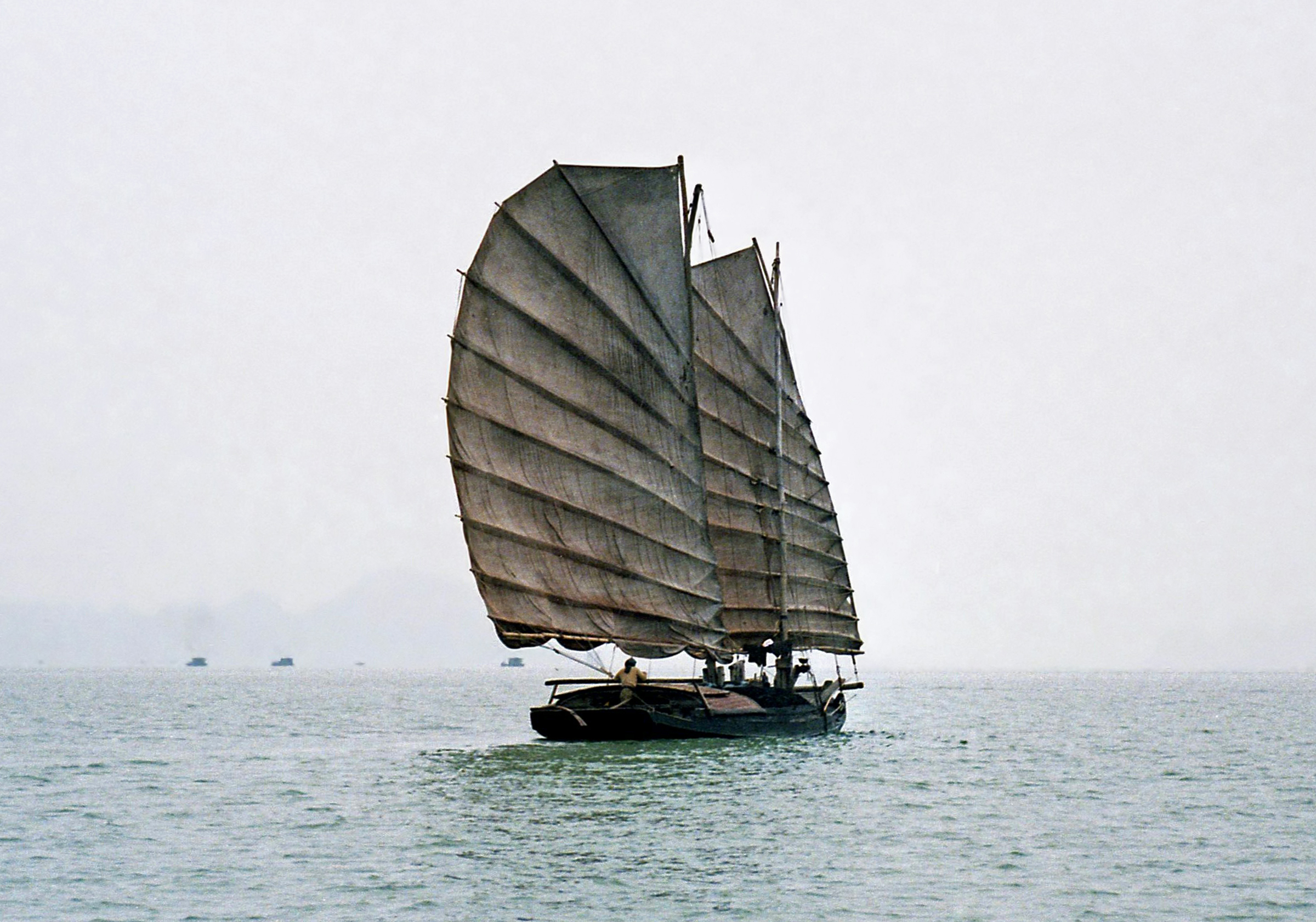
Vienamesisk junk.
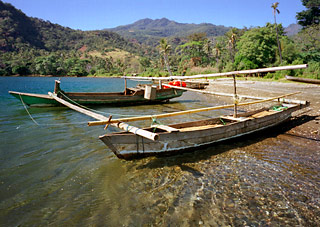
Katamaran från Indonesien.
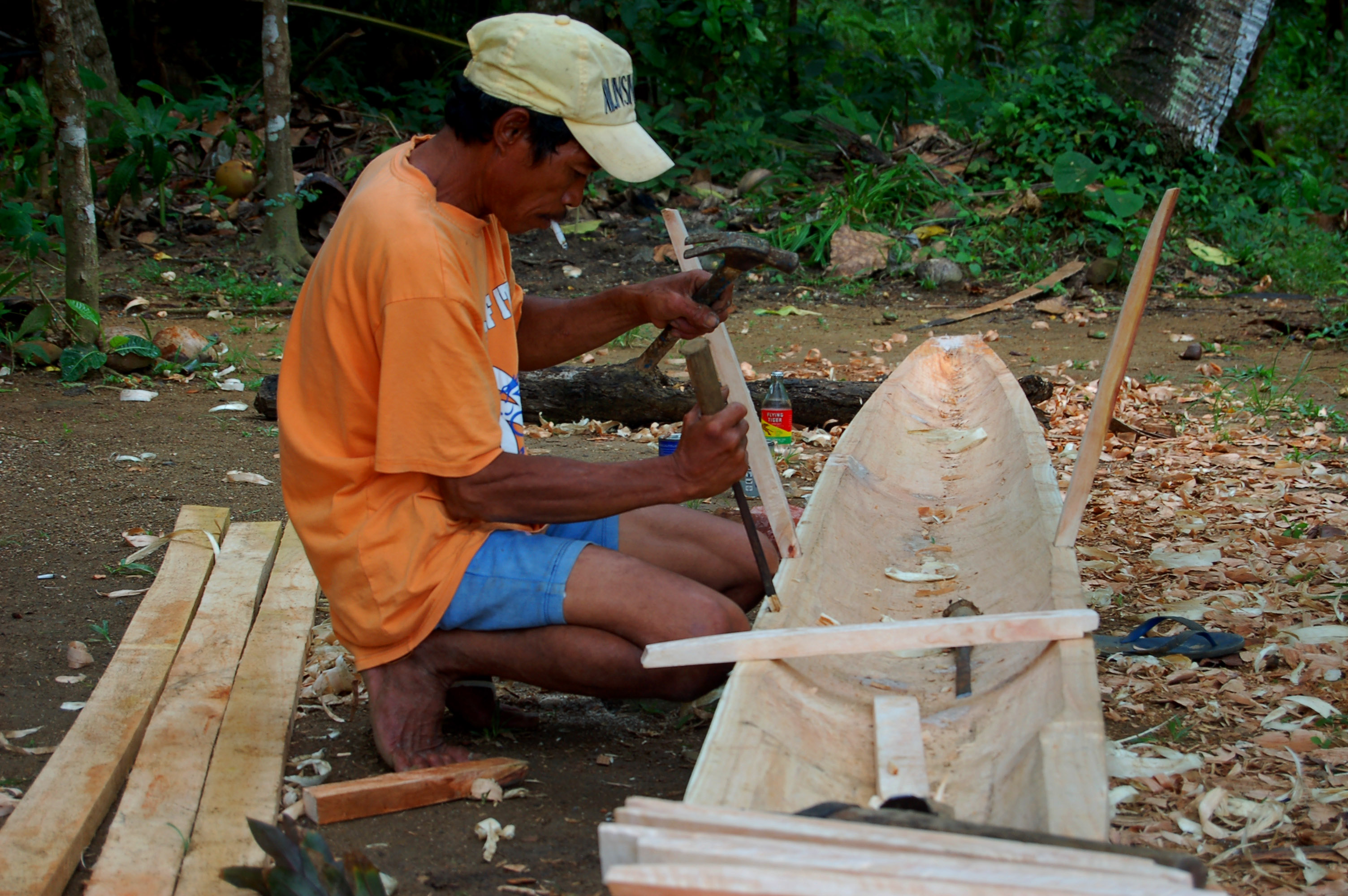
Stockbåt under tillverkning på Filippinerna.

## Vattenvägar i Latinamerika
Latinamerika har en mycket lång kust. I väster Stilla Havet, i öster Atlanten och i norr Karibiska havet och Mexikanska Golfen. I Peru används fortfarande en vassbåt – caballito de totora och de har funnits i minst 3000 år. Med sådana båtar kan man ta sig fram både till havs och på sjöar och floder. Idag finns det bara en modell vilken bär bara en person. Thor Heyerdahl visade med Ra och Ra II att man till och med kunde färdas över Atlanten i en sådan, han visade även med Kon-Tiki att det går att ta sig fram på havet på en flotte. Med Ra och Ra II ville han bland annat visa att Medelhavsländerna var i kontakt med dagens Latinamerika. Kanske var han förundrad över de fynd av tobak och koka som hittats i Egyptiska mumier eller var det bara slarviga arkeologer?.
Latinamerika har inte bara havskuster utan är rikt på floder, mycket beroende på Anderna. Mest känd är Amazonfloden som är 7 040 kilometer lång, har ett flöde på 200 000–300 000 kubikmeter vatten per sekund, är alltså längre än Nilen. 
I ett land som Peru förstår var och en hur viktiga floder är. Det var i floddalarna som Moche och andra kunde odla quinoa och andra grödor. Västra kusten växlar mellan öken och bördiga floddalar. En kustnära trafik var nödvändig vid en kust som till stor del består av ett ökenliknade landskap. I nordöstra Peru, öster om Anderna finns inga vägar, genom djungeln än idag, till staden Iquitos annat en väg till Nauta. Bägge städer längs ett av Amazonflodens tillopp, Río Ucayali och Río Marañón. Transporter till närliggande städer kräver en flodresa med peque-peque, en liten motordriven båt. I Peru finns 8,808 km farbara insjövatten.
Uros är ett urbefolkning som idag lever på konstgjorda flytande öar spridda över Titicacasjön. Dessa öar är tillverkade av totoravass. Titicacasjön, som tillhör Bolivia och Peru, ligger 3810 meter över havet. På varje flytande ö finns tre till tio hus, även de byggda av vass. Uros bygger även sina båtar av den torkade vassen. Idag har några Urosbåtar, vilka används för fiske och sjöfågeljakt, försetts med motorer.

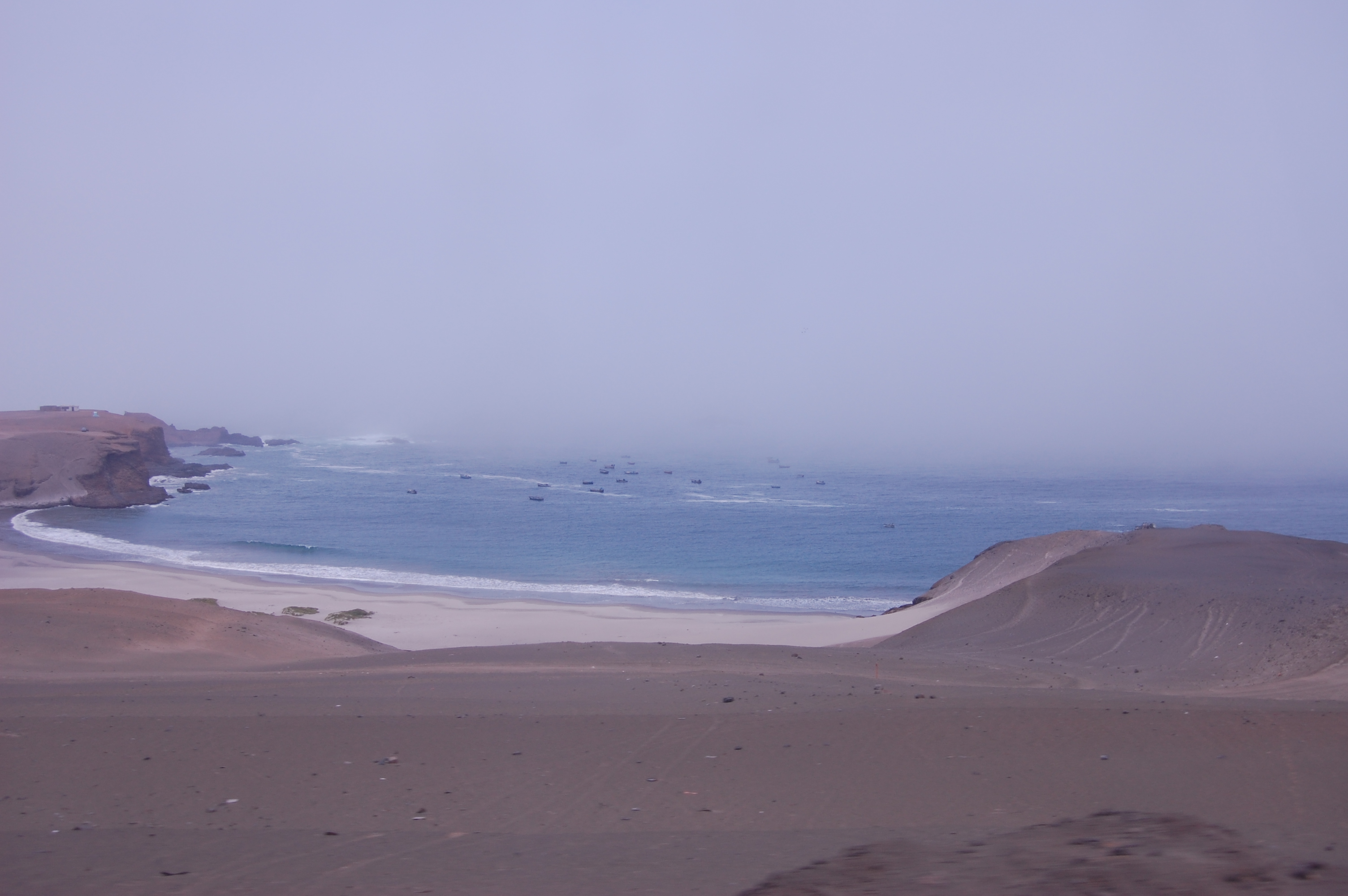
Fiskebåtar utanför Perus kust, norr om Lima.
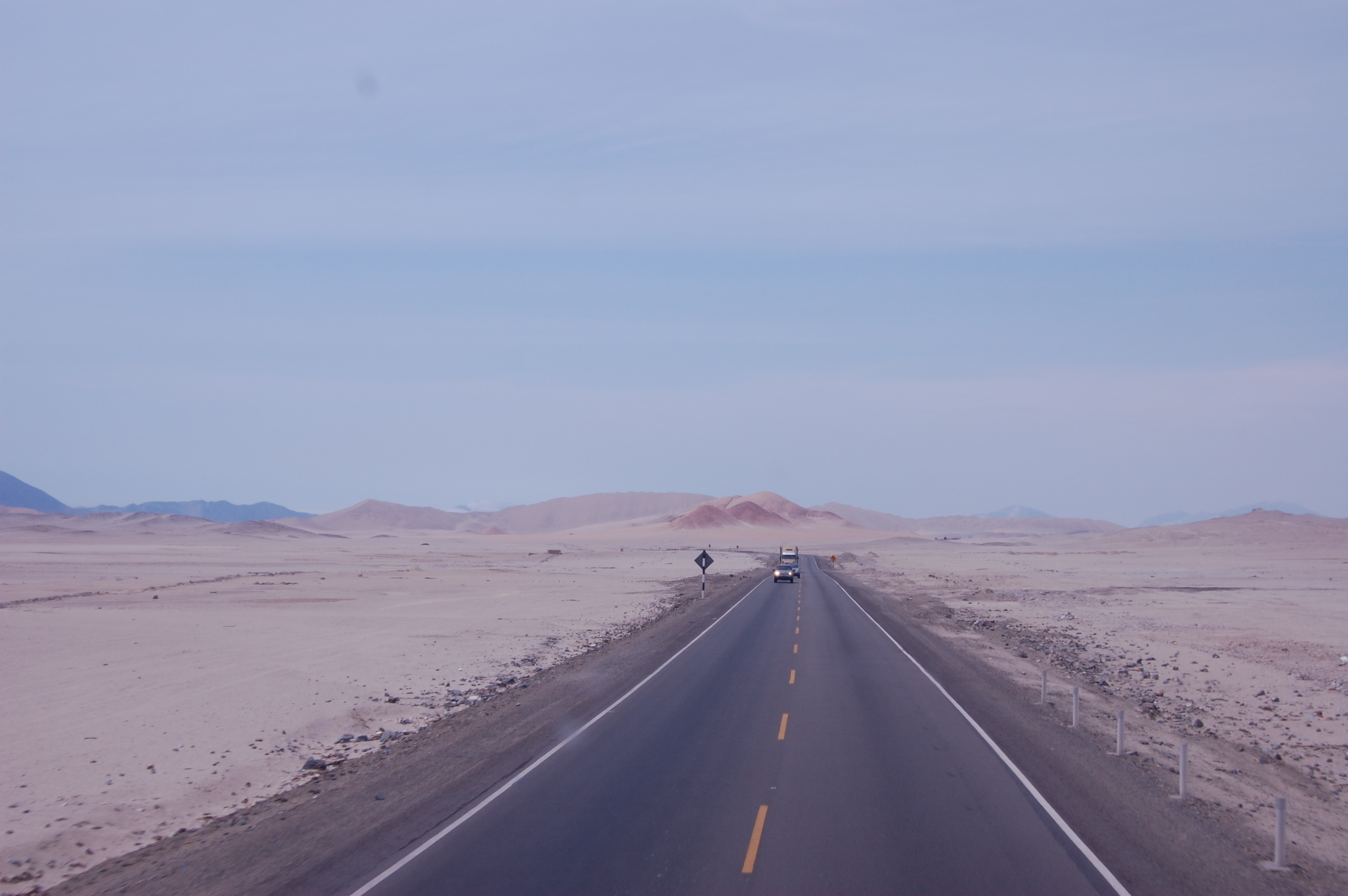
Det ökenlika landskapet utmed kusten norr om Lima.
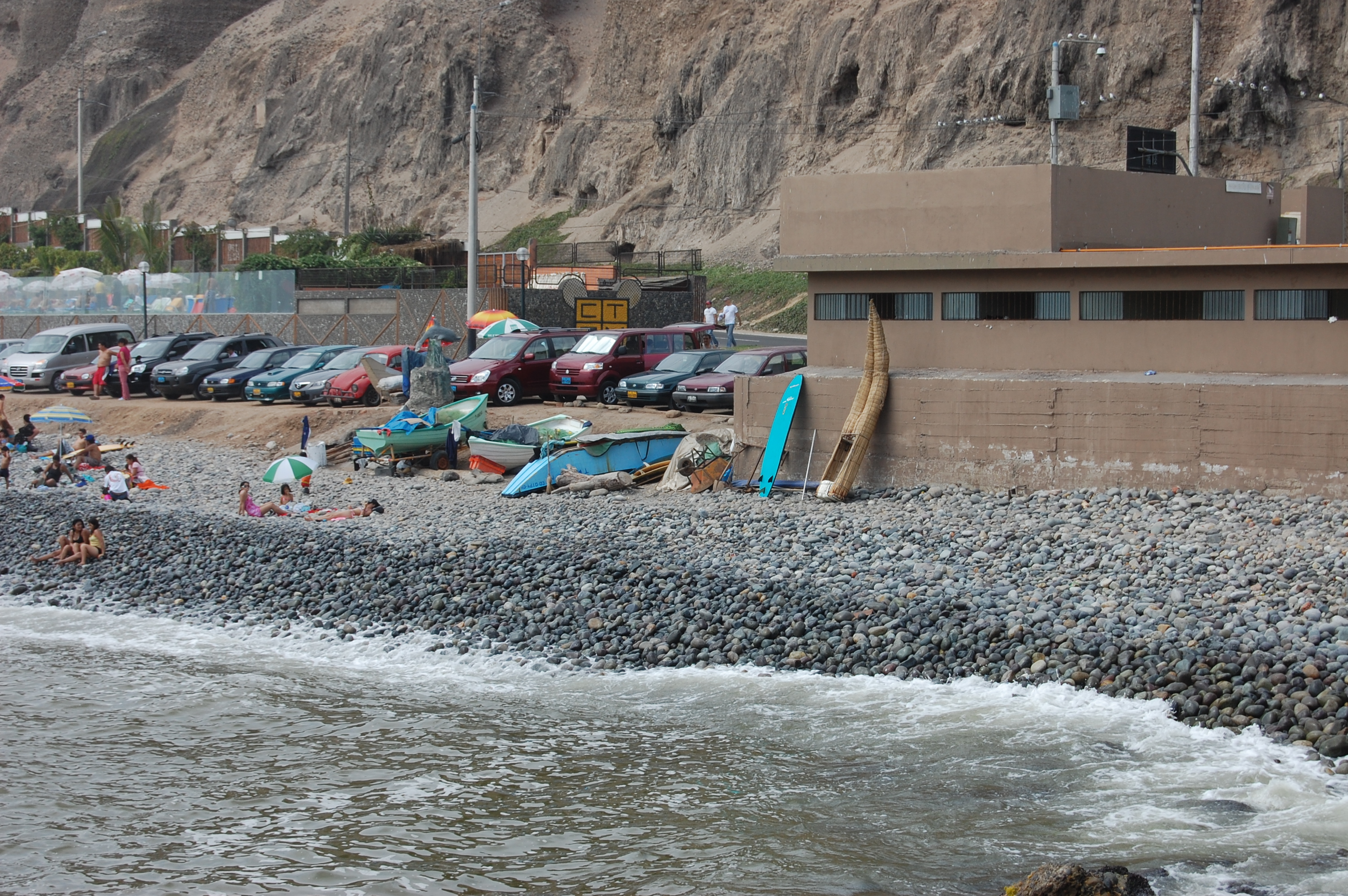
På stranden utanför Lima i Peru, till höger, en caballito de totora.
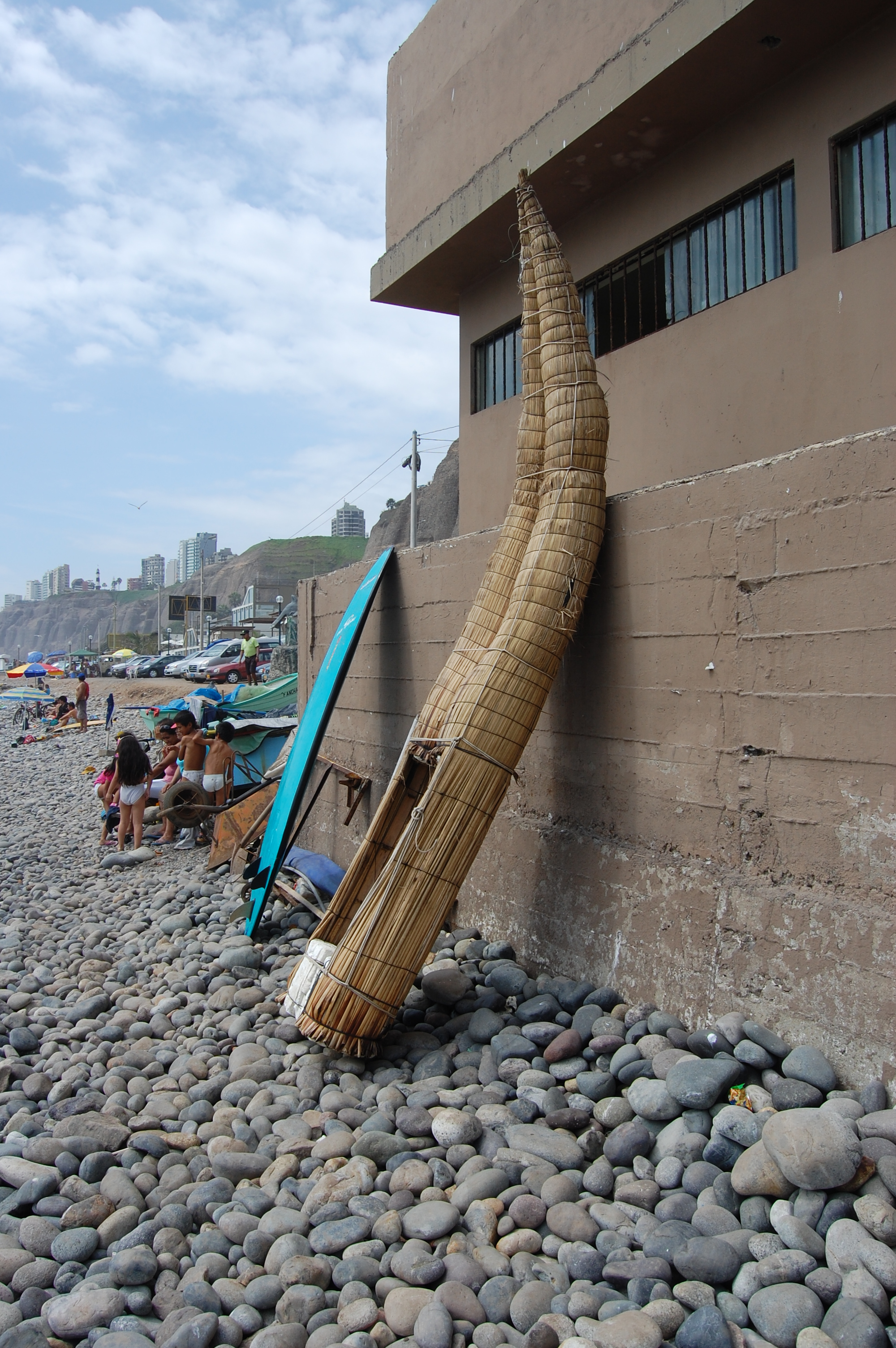
En caballito de totora på stranden utanför Lima.
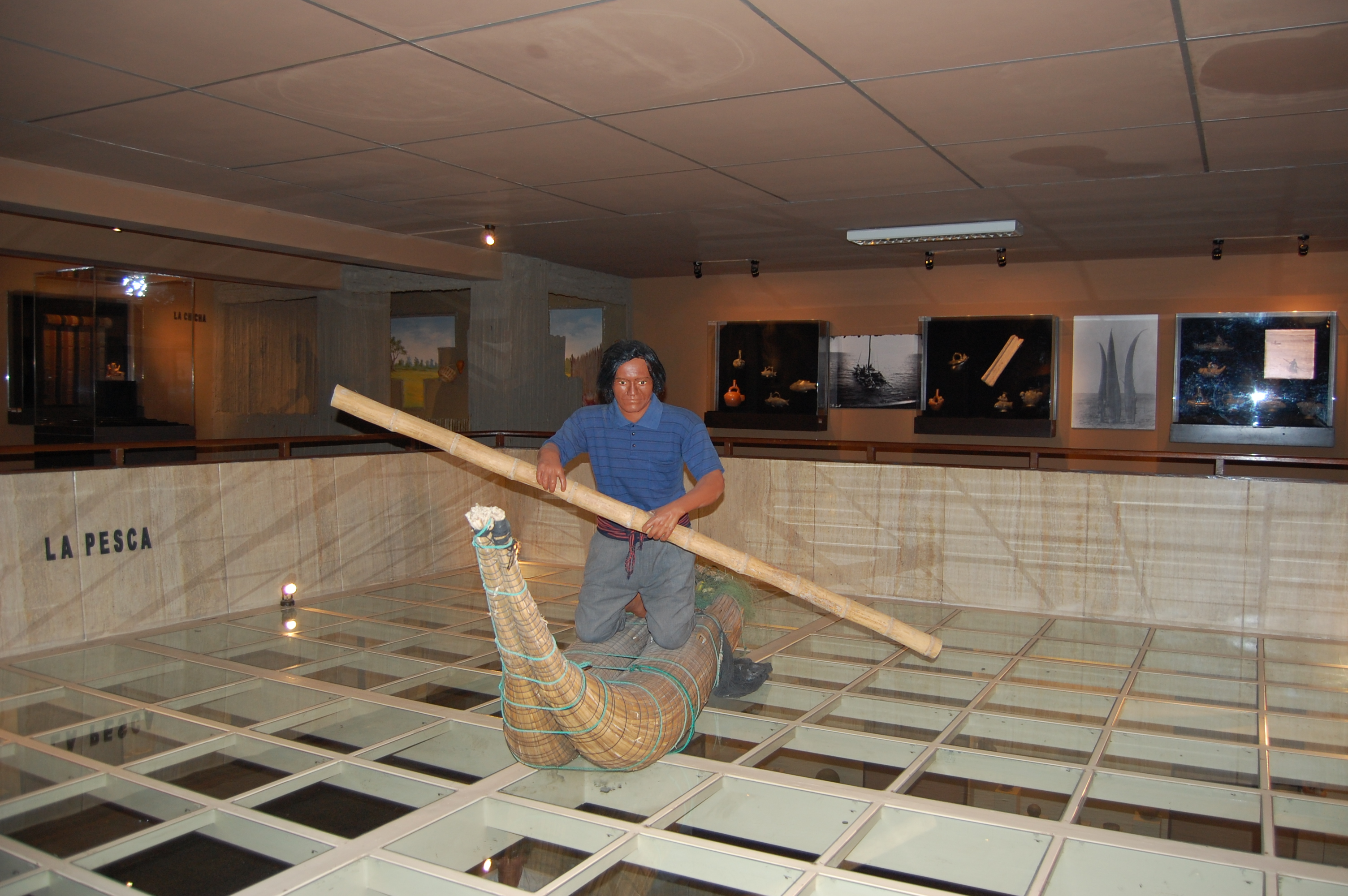
Caballito de totora på museet i Lambayeque.
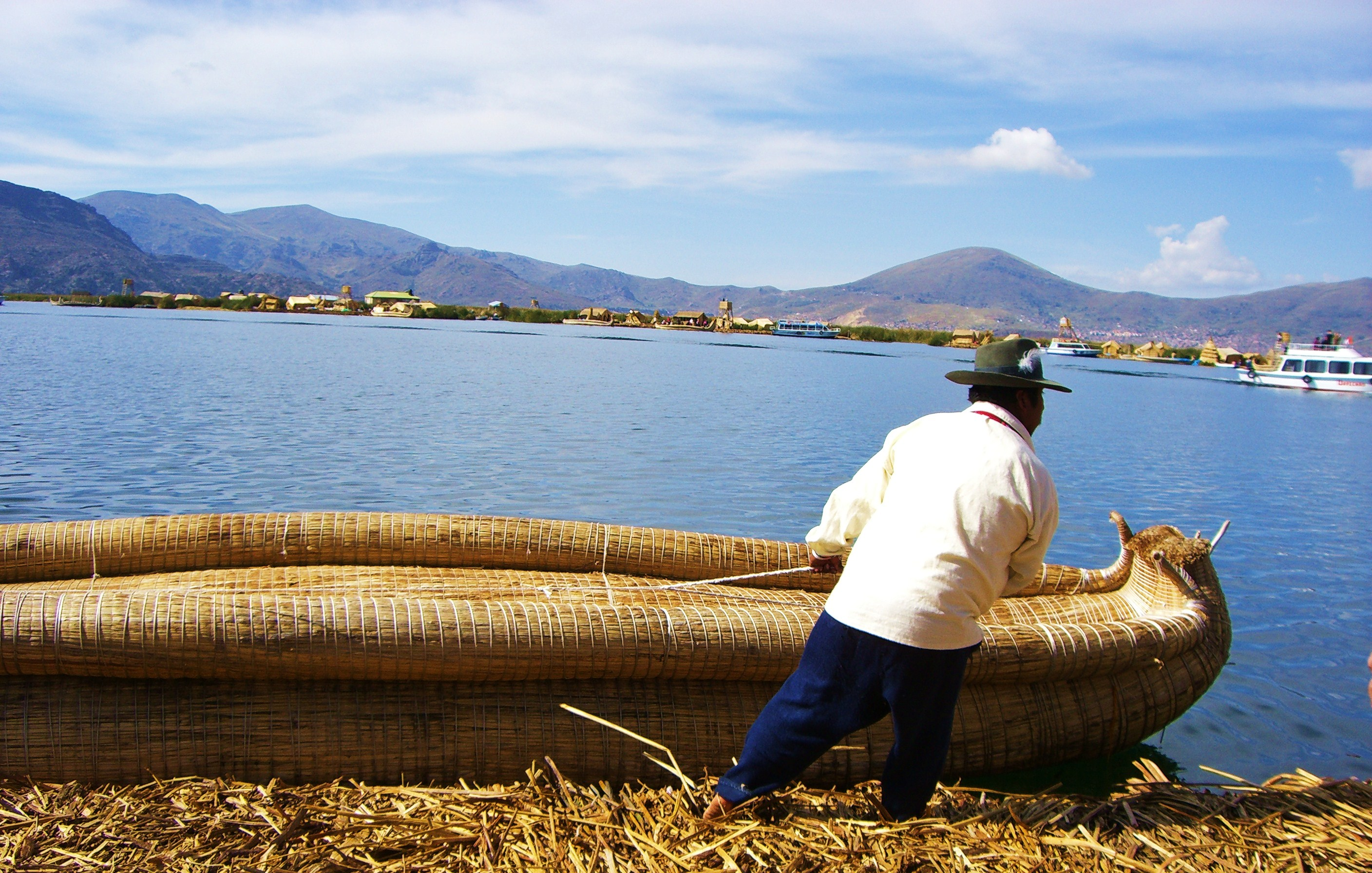
En man från Titicacasjön med sin båt. Lägg märke till storleken, den är mycket större än en Caballito de totora.